# Aracena
Aracena es un municipio y localidad española de la provincia de Huelva (Andalucía). Se encuentra en la serranía a la que da nombre, sierra de Aracena, la cual forma parte de Sierra Morena, y cuenta con una población de 8240 habitantes (INE 2022) y una superficie de 184,45 km².
Hay restos arqueológicos en la zona que atestiguan la presencia humana en etapas prehistóricas (ii milenio a. C.), aunque hubo varios periodos de despoblación casi total, estando la escasa población que había, diseminada por varias aldeas. La repoblación llevada a cabo por leoneses, gallegos y portugueses no tuvo éxito hasta principios del siglo XV. En el primer tercio del siglo XX, se construyeron los edificios más emblemáticos de la localidad, la mayoría obra del arquitecto sevillano Aníbal González y fueron promovidos por los hermanos Sánchez-Dalp, Miguel y Javier; este último marqués de Aracena.
La economía y forma de vida existentes en Aracena y su comarca está muy condicionada por formar parte del parque natural de Sierra de Aracena y Picos de Aroche. Este territorio fue declarado parque natural en 1989 y tiene una superficie de 186 827 ha, repartidas entre 28 municipios de la sierra de Aracena.
Las mejoras realizadas en las comunicaciones por carreteras han contribuido a que el municipio haya sido objeto de un desarrollo residencial notable dentro de la comarca de la Sierra, siendo además un importante centro turístico de la zona, con más de 140.000 visitantes anuales a la Gruta de las Maravillas. También es conocido por el afamado jamón que se produce en la comarca con la denominación de origen Jamón de Jabugo. Cuenta con instituciones culturales como el "Teatro Sierra de Aracena". Otros edificios de importancia son el Palacio de Justicia, sede de los juzgados del partido judicial del que es cabeza, y un museo que tiene dedicado al jamón serrano y al cerdo ibérico.
Ha sido frecuente reducir la actual Aracena al núcleo hispano-árabe de Qtrsana, o al de Aretiena o Arciena, proveniente según Ramón Menéndez Pidal del nombre del propietario de una villa romana en la zona (la terminación -ena indicaría posesión). Ninguna de estas teorías ha sido suficientemente probada.

## Símbolos
Escudo
El escudo de armas del municipio, adoptado en 1873 e inscrito en el Registro de Símbolos de Entidades Locales de Andalucía con fecha 25 de marzo de 2009, tiene el siguiente blasón:

El escudo es con boca ovalada y sin timbrar, se organiza de azur cinco coronas reales antiguas en palo adiestradas de espada alta, desnuda y en barra y siniestrada de cetro en banda; la espada, adiestrada de castillo y el cetro, siniestrado de doncella que porta en la mano derecha unas ramitas y en la izquierda un cesto que apoya en el cuadril, superada de cruceta templaria y siniestrada de encina. Todos los muebles asentados sobre accidentada terraza de sinople. A la altura de la divisoria del jefe una cintura flotante con el lema «Hac itur ad astra», sumada a la diestra de una puerta y a la siniestra de nubes movientes del cantón siniestro de la cabeza, de las que surge un brazo derecho que empuña una llave dirigida a la diestra. Completa la composición una cenefa de trazo artístico.
BOJA nª58 de 25 de marzo de 2009

Anteriormente el ayuntamiento usó diferentes sellos en los que aparecía un castillo con sus dos torres menores superadas por otro castillo a la derecha y por un león rampante a la izquierda, del cual hay constancia de su uso desde el siglo XV. Estos elementos están presentes en una labra heráldica colocada sobre la puerta de la antigua casa del cabildo.
Bandera
La bandera de Aracena, la cual está formada por los elementos de su antiguo sello municipal, tiene la siguiente descripción:

Pendón redondeado por el creciente en la proporción de 11x18, consistente en un paño carmesí con un castillo azul, centrado, superadas sus torres albarranas de castillo amarillo la diestra y de león de púrpura la siniestra.

## Geografía

### Localización
El término municipal de Aracena tiene una extensión de 184,8 km². Está situado a una altitud de 682 m sobre el nivel del mar, en el norte de la provincia de Huelva dentro del parque natural denominado Sierra de Aracena y Picos de Aroche, en la comarca de la Sierra de Aracena, espacio que geológicamente corresponde a la unidad surportuguesa-onubense de Sierra Morena. Queda representado en las hojas 917 (casco urbano principal), 918, 938 y 939 del Mapa Topográfico Nacional.
Poblaciones limítrofes
El municipio limita con los términos municipales de Alájar, Almonaster la Real, Campofrío, Corteconcepción, Cortelazor, La Granada de Río-Tinto, Higuera de la Sierra, Hinojales, Linares de la Sierra, Los Marines, Puerto Moral y Zufre.
| Noroeste: Cortelazor                    | Norte: Hinojales | Noreste: Corteconcepción                                 |
| Oeste: Los Marines y Almonaster la Real |                  | Este: Corteconcepción, Puerto Moral y Zufre              |
| Suroeste Linares de la Sierra y Alájar  | Sur: Campofrío   | Sureste: Puerto Moral, La Granada e Higuera de la Sierra |

### Relieve
La acción erosiva de los ríos que nacen en la zona y la disposición de los estratos de materiales resistentes han sido los principales responsables del modelado quebrado de la Sierra. Las cotas más altas sobrepasan los mil metros de altura. Las litologías son principalmente paleozoicas, las predominantes son las esquistosas ácidas, aunque hay también representación de estratos carbonatados y enclaves graníticos. La trama geológica condiciona cuatro grandes unidades físicas:
- Las Sierras de Cumbres Mayores-Santa Olalla de Cala.
- La Depresión Central de las Riveras de Huelva y Múrtigas, principal red fluvial de la zona.
- El macizo de Aroche-Aracena.
- Las sierras graníticas.

### Hidrografía y subsuelo
Hidrología superficial

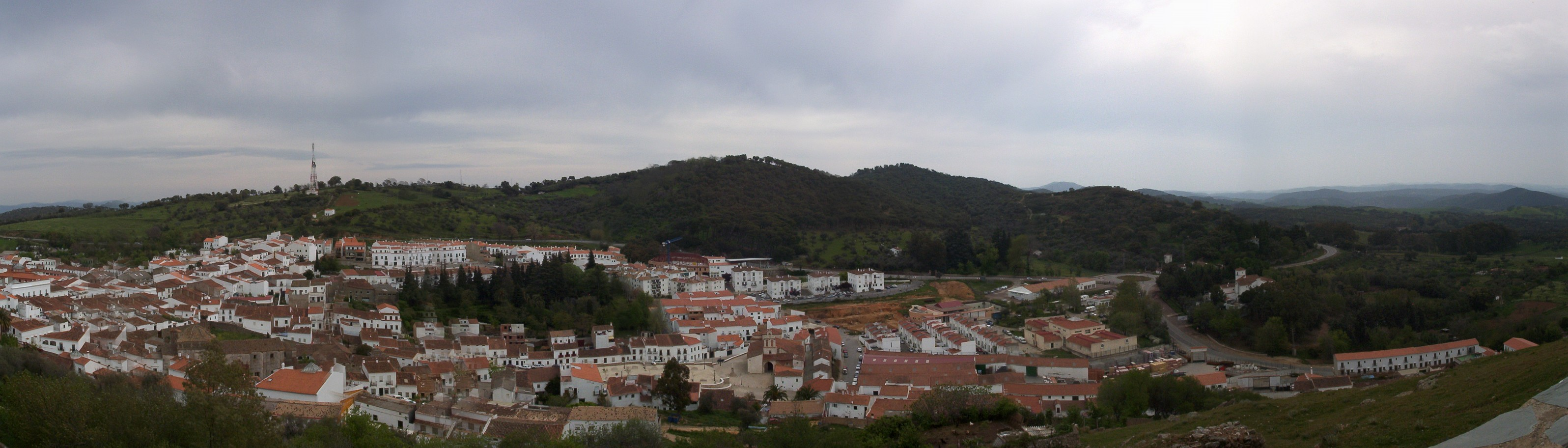
Panorámica desde el castillo.

La zona tiene alta densidad pluviométrica que se filtra tanto al suelo como mediante cauces superficiales. Pese a ello, entre julio y septiembre las reservas de agua se mantienen en mínimos. El parque natural de Sierra de Aracena y Picos de Aroche, vierte sus aguas a dos cuencas hidrográficas:
- Los ríos que recorren el parque en dirección SE-NO, llevan sus aguas hasta el río Guadiana. Los principales cursos de agua son el río Múrtigas, al que se incorpora el agua del Arroyo de Silo, y el Rivera del Chanza.
- Los ríos Rivera de Cala y Rivera de Huelva recorren la parte oriental del parque en dirección NO-SE, llevan sus aguas al río Guadalquivir. Los afluentes que existen en esta zona son muy numerosos, entre los que destacan: Ribera de Hierro, Ribera de Hinojales, Arroyo del Rey y Ribera de Montemayor.
- El drenaje natural de las aguas en la zona sur del parque hace posible que se formen a poca distancia afluentes del río Odiel, entre ellos destaca el Barranco de Aguas Blancas.

Aguas subterráneas
Parte del agua se filtra hacia un subsuelo. Bajo el casco urbano se encuentra la denominada Gruta de las Maravillas. Se trata de una cavidad freática originada por la acción erosiva disolutiva de las aguas sobre las rocas calizas del Cerro del Castillo. La longitud total conocida de este complejo subterráneo es de 2130 metros, de los cuales 1200 son visitables. Se manifiestan en ella una serie de formaciones kársticas como estalactitas verticales y excéntricas, estalagmitas, coladas, cortinas listadas, aragonitos, coraloides o gours.

### Clima
El clima de la zona que comprende el parque natural de la Sierra de Aracena y Picos de Aroche, está enmarcado en un clima mediterráneo continentalizado, con temperaturas medias de 15 °C. Los veranos suelen ser frescos y cortos en las áreas más altas del parque, con una continuidad en la etapa de lluvias, superiores a las del sur de la provincia. Las precipitaciones en el parque son notables, en torno a 900 mm al año, a causa de la barrera que forman las sierras comprendidas entre Aracena y Cortegana, debido a los vientos húmedos que entran desde el Atlántico.
Aracena tiene un clima mediterráneo de tipo Csa (templado con verano seco y caluroso) según la clasificación climática de Köppen.
| Parámetros climáticos promedio de Aracena en el periodo 1961-1981 | Parámetros climáticos promedio de Aracena en el periodo 1961-1981 | Parámetros climáticos promedio de Aracena en el periodo 1961-1981 | Parámetros climáticos promedio de Aracena en el periodo 1961-1981 | Parámetros climáticos promedio de Aracena en el periodo 1961-1981 | Parámetros climáticos promedio de Aracena en el periodo 1961-1981 | Parámetros climáticos promedio de Aracena en el periodo 1961-1981 | Parámetros climáticos promedio de Aracena en el periodo 1961-1981 | Parámetros climáticos promedio de Aracena en el periodo 1961-1981 | Parámetros climáticos promedio de Aracena en el periodo 1961-1981 | Parámetros climáticos promedio de Aracena en el periodo 1961-1981 | Parámetros climáticos promedio de Aracena en el periodo 1961-1981 | Parámetros climáticos promedio de Aracena en el periodo 1961-1981 | Parámetros climáticos promedio de Aracena en el periodo 1961-1981 |
| Mes                                                               | Ene.                                                              | Feb.                                                              | Mar.                                                              | Abr.                                                              | May.                                                              | Jun.                                                              | Jul.                                                              | Ago.                                                              | Sep.                                                              | Oct.                                                              | Nov.                                                              | Dic.                                                              | Anual                                                             |
| ----------------------------------------------------------------- | ----------------------------------------------------------------- | ----------------------------------------------------------------- | ----------------------------------------------------------------- | ----------------------------------------------------------------- | ----------------------------------------------------------------- | ----------------------------------------------------------------- | ----------------------------------------------------------------- | ----------------------------------------------------------------- | ----------------------------------------------------------------- | ----------------------------------------------------------------- | ----------------------------------------------------------------- | ----------------------------------------------------------------- | ----------------------------------------------------------------- |
| Temp. media (°C)                                                  | 7.1                                                               | 7.8                                                               | 9.9                                                               | 11.7                                                              | 15.1                                                              | 20.0                                                              | 24.6                                                              | 24.7                                                              | 21.1                                                              | 15.8                                                              | 10.5                                                              | 7.5                                                               | 14.6                                                              |
| Precipitación total (mm)                                          | 154.6                                                             | 123.4                                                             | 80.2                                                              | 84.6                                                              | 64.8                                                              | 40.4                                                              | 8.1                                                               | 9.2                                                               | 39.0                                                              | 104.6                                                             | 157.1                                                             | 164.1                                                             | 1030.0                                                            |
| [cita requerida]                                                  |                                                                   |                                                                   |                                                                   |                                                                   |                                                                   |                                                                   |                                                                   |                                                                   |                                                                   |                                                                   |                                                                   |                                                                   |                                                                   |

### Biodiversidad
La economía y forma de vida existente en Aracena y su comarca está muy condicionada por formar parte del parque natural de la Sierra de Aracena y Picos de Aroche. Este territorio fue declarado parque natural en 1989, alcanzando una superficie de 186 827 ha repartidas entre 28 municipios de la sierra de Huelva. Está surcado por una red fluvial recogida en tres cuencas hidrográficas: la del Guadalquivir, la del Guadiana y la del Odiel, que nace en la zona.

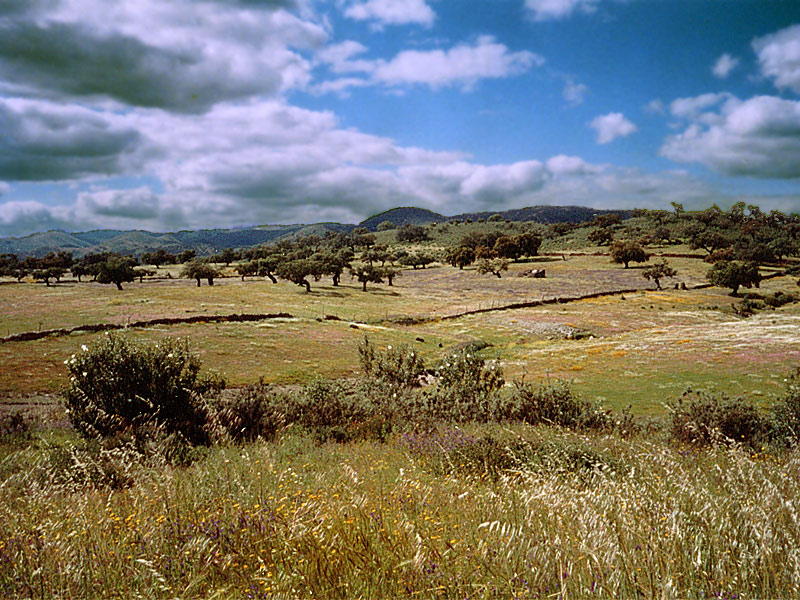
Vista de las dehesas de encinas existentes en el parque.

La flora autóctona corresponde a la del bosque mediterráneo. Entre las especies se incluyen campos de encinas acompañadas de alcornoques y quejigos en las umbrías y vaguadas, y de un matorral de coscojas, cornicabras y zarzaparrillas. En algunos enclaves, se extienden algunos rodales dispersos de rebollos o robles melojos, especie muy mermada por su uso como fuente de leña en las últimas décadas. Otras especies que se han ido asentando en la comarca a lo largo de los tiempos han sido choperas, pinares de pino negral y piñonero y eucaliptos son otras especies foráneas que han sustituido al bosque autóctono original.
Un árbol alóctono de gran importancia ecológica, económica, histórica y social es el castaño, ocupando más de 4000 ha en las zonas más húmedas de la sierra, las umbrías más altas entre Aracena y Cortegana. En estos bosques prolifera una buena variedad de especies micológicas, entre las setas podemos destacar la tana (Amanita caesarea), el tentullo (Boletus aereus), el gurumelo (Amanita ponderosa) o el gallipierno (Macrolepiota procera).

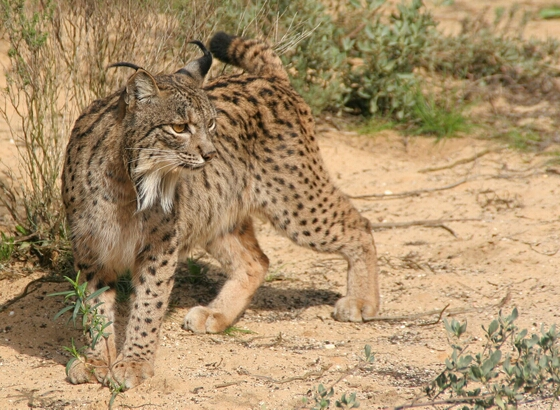
En el parque se encuentran pequeñas colonias de lince ibérico en la sierra.

En lo que respecta a la fauna, entre las aves de gran porte se hallan la cigüeña negra, el águila real, el cernícalo primilla, los milanos negro y real y el buitre negro. Las dehesas de encinas y alcornoques proporcionan el hábitat a especies como el gato silvestre, la gineta o gato almizclero, el zorro, la garduña y a otras de gran valor cinegético como el jabalí o el ciervo.

## Historia

### Prehistoria y romanización
Los primeros asentamientos humanos que se conocen en la comarca datan de la época prehistórica. Los hallazgos arqueológicos más antiguos se han encontrado en la Cueva de la Mora una cavidad de pequeñas dimensiones que se ubica en la ladera suroriental de la Sierra del Parralejo., que constituye una muestra representativa de la prehistoria onubense, cubriendo un amplio espectro cronológico-cultural. También se han encontrado elementos de poblamientos humanos desde el III milenio a. C. a partir de los restos de talleres líticos hallados la Cueva de la Umbría y la necrópolis en cistas del Castañuelo (II milenio a. C) que se han inscrito en el Catálogo General del Patrimonio Histórico Andaluz (6-05-2008). La importancia económica que significaban las minas de Huelva hizo que desde el sur comenzaran a asentarse diferentes pueblos como los turdetanos. Aunque la explotación intensiva llegó con fenicios y griegos. Si bien no es probable que existiera en Aracena asentamiento alguno de estos pueblos, sí se encontraría dentro de su área de influencia.
La romanización de la zona fue tardía y se centró en la explotación de los recursos mineros así como, de forma secundaria a la riqueza agropecuaria. Aracena se encontraba muy cerca de los dos principales núcleos romanos de la época en esa zona de la Baeturia Céltica: las ciudades de Arucci y Turobriga. Ya en Aracena, de raigambre romana fue entre otros el Monte de San Miguel. Los administradores de estos recursos se instalaron en villas que pudieron convertirse en el germen del núcleo actual. Así Villa Aretiana o Villa Arciana pudieron dar nombre a la zona gracias a su propietario. Pese a todo, la investigación sobre este periodo y sobre época visigoda sigue siendo escasa en la actualidad.

### Edad Media

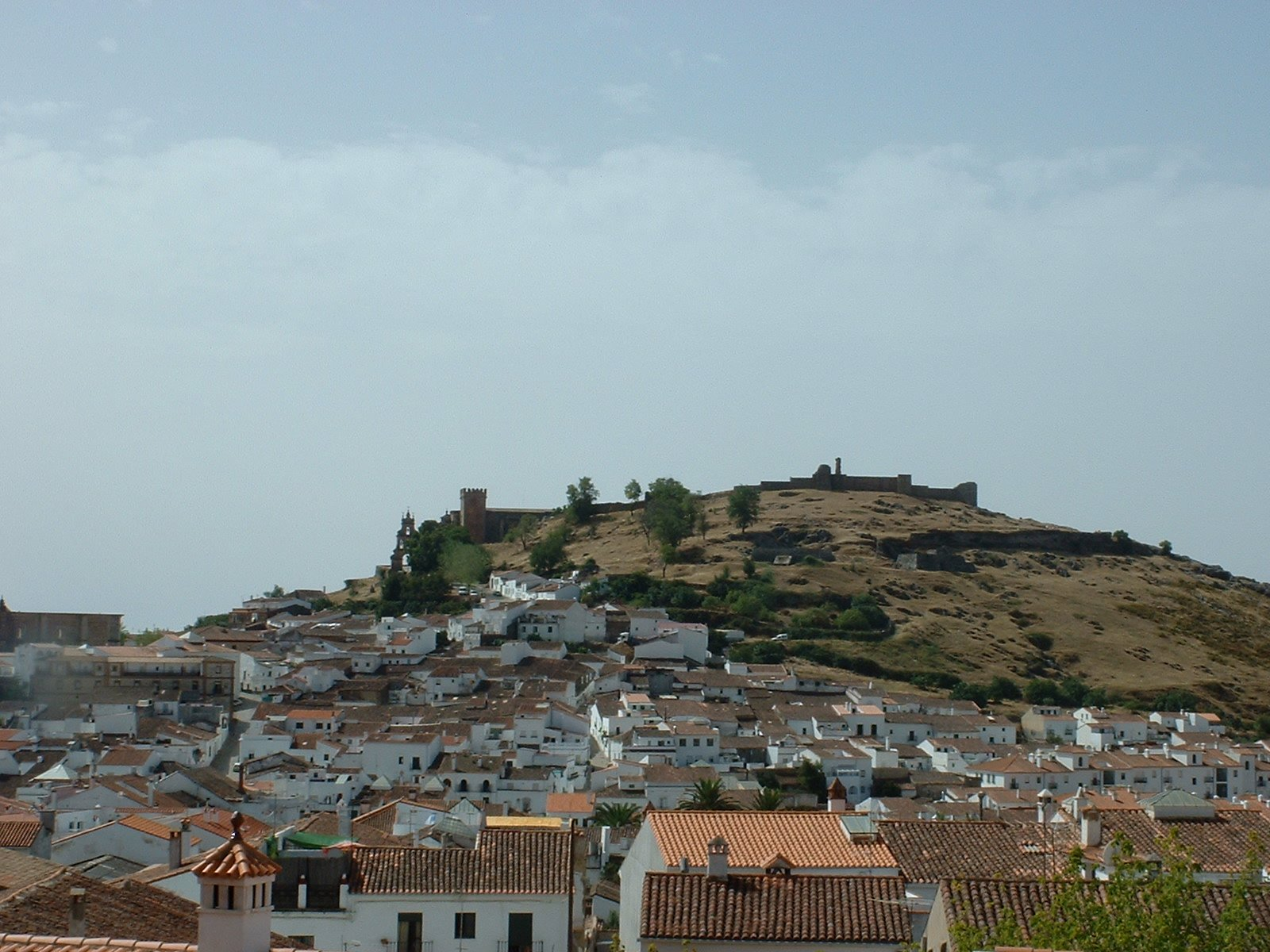
Vista de la ciudad y su castillo.

La dominación bereber se produce a partir del siglo VIII. Las primeras noticias aparecen cuando Aracena pertenecía a la Cora de Isbiliya de Mawsat al Ándalus. Por su posición estratégica se convirtió en una plaza importante respecto a la capital. De este periodo data la primera alcazaba sobre cuyos restos se erigió el castillo y la Fuente de Zulema. En torno a esta edificación se fue erigiendo el caserío de la población, dando origen al actual paisaje urbano de la ciudad. En las primeras décadas del siglo XIII Aracena pasó a depender de la Taifa de Niebla hasta la llegada cristiana.
La conquista cristiana fue llevada cabo por el rey de Portugal Sancho II en 1231. Apoyado por la Orden del Hospital de San Juan el monarca quiso convertir toda la comarca, en plena Banda Gallega, en parte del Alto Algarve. Tras varias vicisitudes en las que su pertenencia se alterna entre las coronas de Castilla y Portugal, la intervención de Fernando III el Santo y de su hijo Alfonso X el Sabio consiguió que Aracena pasara a formar parte del Reino de Sevilla en 1255 mediante el Tratado de Alcañices, como tierra realenga de Castilla. A finales del siglo XIII, el rey Sancho IV comenzó la repoblación de esta zona con astur-leoneses y gallegos. La iglesia-fortaleza de Aracena, que fue levantada por los caballeros de la Orden de Santiago ya en el siglo XIV, tenía como objetivo castellanizar rápidamente la zona y crear un muro defensivo contra los portugueses. Asentada sobre una montaña caliza bajo la que se encuentra la Gruta de las Maravillas permitió el rápido crecimiento de la ciudad por sus laderas; al mismo tiempo muchos colonos se asentaron en los montes cercanos permitiendo el nacimiento de pequeñas aldeas pobladas aún en la actualidad.

### Edad Moderna
A lo largo de la Edad Moderna, la comarca vivió momentos de esplendor, por la importancia de sus recursos para el Reino de Sevilla y por la llegada de personajes ilustres a la comarca, como el humanista Benito Arias Montano, quien fundó en 1597 una cátedra perpetua de lengua latina, y Sor María de la Trinidad, mística y poetisa, fundadora del Convento de Jesús, María y José en 1671. Pero en este periodo histórico, también se sufrieron periodos de crisis, a causa de las epidemias y de las guerras con Portugal, que tuvieron como resultado la pérdida de un tercio de la población de la comarca. Durante el siglo XVIII se volvió a vivir un despegue económico gracias al despunte de las artesanías.
Concretamente Aracena continuó creciendo desde el cerro del Castillo hasta el valle, durante la Baja Edad Media y Edad Moderna. Lo hace como Real Priorato durante el siglo XIV para luego ser donadas al conde duque de Olivares, en el siglo XVII por los servicios que este prestó al rey en el sitio de Fuenterrabía. Más tarde perteneció al Conde de Altamira, quien se intitula Príncipe de Aracena. En 1594 Aracena, sus anejos y La Higuera, formaba parte del reino de Sevilla, cabecera de la sierra de Aroche y contaba con 2.583 vecinos pecheros según el Libro de los Millones.
En 1810, durante la Guerra de la Independencia el Regimiento de Candás y Luanco entabla combate en su territorio.

### Edad Contemporánea

##### Constitución de la provincia de Huelva y Restauración borbónica
En 1833, con la nueva división administrativa, Aracena fue segregada de Sevilla y pasa a formar parte de la provincia de Huelva. Esta división, con ligeras variaciones, la realizó Javier de Burgos sobre los límites de los antiguos reinos, basándose en los ideales igualitarios y centralizadores del Nuevo Régimen surgido de la Revolución Francesa. Se estableció oficialmente como división provincial de España mediante Real Decreto de 30 de noviembre. Aracena pasó después a ser declarada un año más tarde sede del partido judicial de la comarca y se afianzó como núcleo económico. La economía se basa en la producción de viñedos y olivar, los embutidos y jamones y los curtidos.

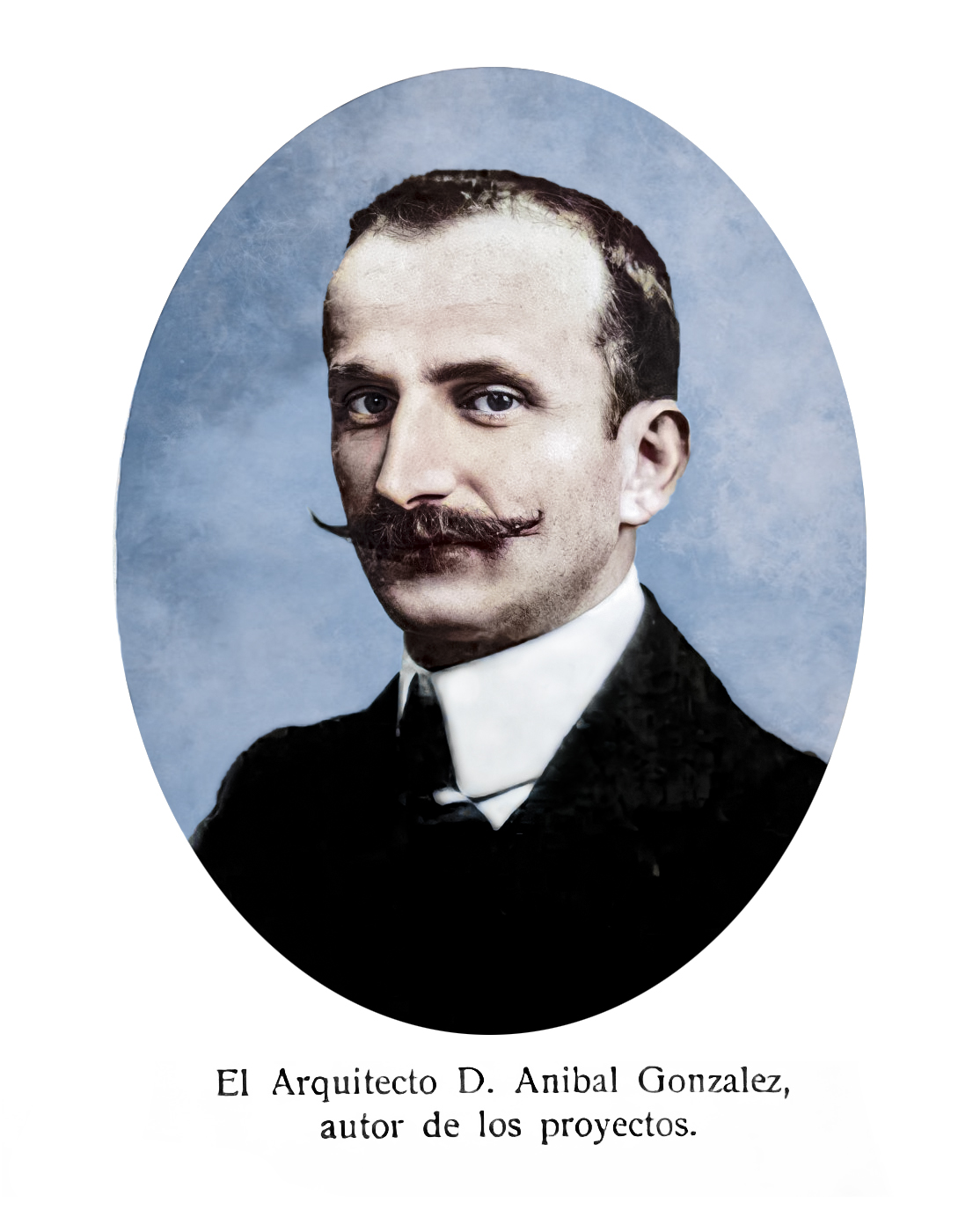
Aníbal González.

A finales del siglo XIX y principios del siglo XX la ciudad vivió un auge económico y su casco urbano se extendió por la zona llana, en la que se construyeron viviendas destacadas y edificaciones públicas como la casa consistorial o el casino de Arias Montano, proyectados por el arquitecto Aníbal González. El descubrimiento por estas fechas de la Gruta de las Maravillas y su acondicionamiento para poderla visitar, unido a la suavidad de las temperaturas estivales y a las estancias vacacionales de numerosos miembros de la familia real española, convirtieron a la ciudad en un núcleo turístico importante. El regeneracionismo borbónico se aprecia en que Aracena se convirtió, merced a los Sánchez-Dalp, entre otros, en émula de Sevilla en cuanto a la celebración de determinados hitos, como la Fiesta del Árbol. Si la capital hispalense la organizó en 1909 siguiendo las máximas de Joaquín Costa y el ejemplo catalán finisecular, Aracena (adelantándose casi un lustro a municipios sevillanos como Cantillana, donde participó Blas Infante, incluso a la inserción, en 1915, de esta clase de eventos en el programa del Centro Regionalista Andaluz) la programó en 1911, haciendo hincapié en las enfermedades y técnicas de cultivo de árboles del género quercus, abundantes en la zona.
Segunda República (1931-1936)
Al iniciarse la Segunda República, en 1931 la comarca de la Sierra de Aracena se distribuía en 29 pueblos además de innumerables pedanías y otras pequeñas entidades poblacionales. Aracena tenía una población de unos 7500 habitantes aproximadamente, distribuida por el pueblo, las diferentes aldeas y cortijos.
La situación política de la zona no distaba mucho del panorama ideológico, en general, que se había ido forjando durante los años de vigencia de la República. La comarca había estado sometida durante décadas al control caciquil de Francisco Javier Sánchez-Dalp y Calonge, primer marqués de Aracena que fue diputado a Cortes durante veinticuatro años en representación de partidos conservadores. Aracena logró durante los años de la República desvincularse de la coerción ejercida por el marqués y colocarse dentro del grupo de cinco de las siete comarcas que dieron la victoria en Huelva al Frente Popular. El alcalde republicano que había en Aracena en el momento de la sublevación militar era Rafael Pérez Tello del partido Unión Republicana, (UR). Este alcalde fue destituido, juzgado y acusado de ser masón.
Guerra civil (1936-1939) y etapa franquista (1939-1976)
El 18 de julio de 1936, fecha en que se inició el pronunciamiento que da lugar a la Guerra Civil, partió de la zona norte de Huelva la denominada Columna minera, nutrida mayoritariamente por mineros de la cuenca onubense (Nerva, Riotinto y pueblos aledaños como Aracena) con destino a Sevilla para intentar combatir el golpe de Estado militar que comandaba en Sevilla el general Gonzalo Queipo de Llano. El 19 de julio sufrió una emboscada en la localidad de Camas, antes de llegar a Sevilla y fue prácticamente aniquilada. Los que quedaron hechos prisioneros fueron posteriormente condenados a muerte. Cuando el 23 de julio la ciudad de Sevilla cayó en manos de los sublevados, estos se plantearon controlar rápidamente el sur de la provincia de Huelva. El puerto de Huelva y las comunicaciones marítimas que este propiciaba se convirtieron entonces en objetivo primordial. Tomada la capital el 29 de julio el siguiente paso era la zona de la sierra. Junto con Corteconcepción y Puerto Moral, Aracena fue tomada veinte días después, el 18 de agosto.
La Guardia Civil de la localidad ya se había sublevado el mismo 18 de julio y había controlado el pueblo los dos días siguientes. Una pequeña columna minera obligó al destacamento a refugiarse dentro del cuartel hasta que el 10 de agosto fue rendido sin víctimas. Durante esos días muchos personas vinculadas a partidos de derecha fueron detenidas, entre ellas el pedagogo y abogado Manuel Siurot. El alcalde republicano y otros políticos abandonaron Aracena el 18 de agosto cuando una columna militar de los sublevados, entre la que se encontraban los hermanos Javier y Manuel Sánchez-Dalp Marañón, llegó a la ciudad sobre las nueve de la mañana. Fueron detenidas más de un centenar de personas y fusiladas algunas de ellas.
El periodo de autarquía posterior, hasta finales de los años 1950, marcó la crisis del capital agrario y del sector primario de la economía serrana.[cita requerida] Sobrevinieron cambios importantes en la estructura social y Aracena se transformó en ciudad de servicios. La mejora de las comunicaciones por carretera y la declaración de Espacio Natural Protegido dentro del parque natural Sierra de Aracena y Picos de Aroche, convirtieron a Aracena y a sus aldeas en un destino turístico de primer orden, donde conviven lo tradicional y lo moderno. En 1956, Aracena se consolidó como núcleo turístico, gracias a la Gruta.
Etapa democrática (desde 1976)

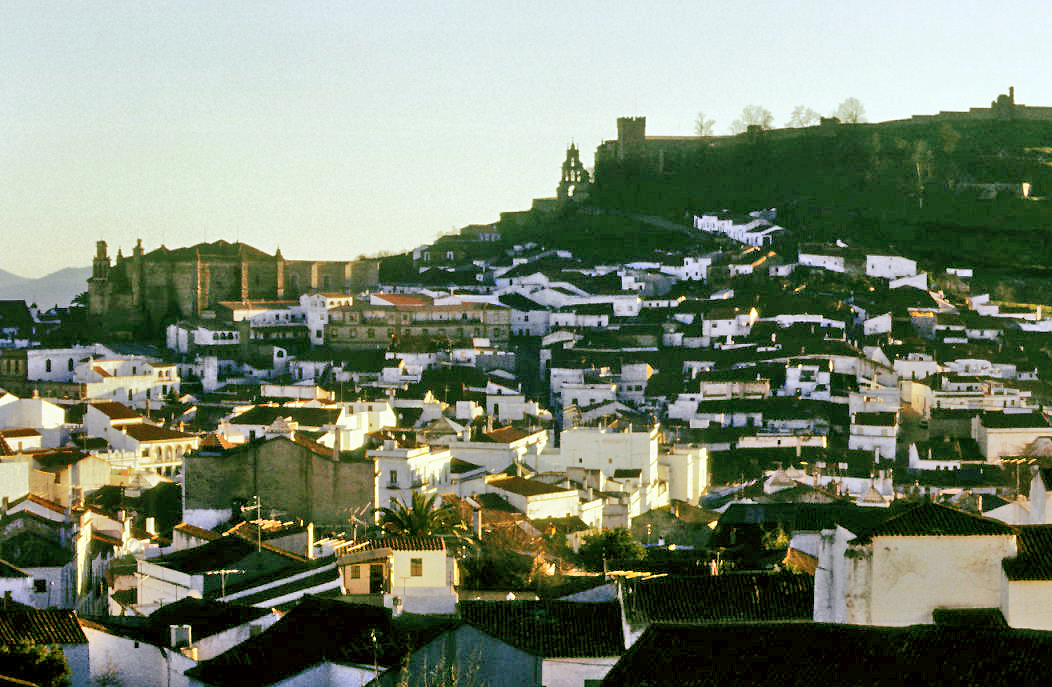
Aracena a mediados de la década de 1980

La promulgación de la Constitución se convirtió en el punto de partida de una nueva etapa en toda la Nación. En 1976 los reyes de España visitaron diferentes localidades de la provincia, entre ellas Aracena. Con las posteriores elecciones el primer alcalde democrático, tras la Guerra Civil, fue Francisco Ruiz Bosque. Los cambios políticos, sociales y económicos permitieron el desarrollo urbanístico de la ciudad que se fue complementado en los años 1980 con un nuevo auge turístico o la creación Museo de Arte Contemporáneo al Aire Libre Andalucía. La mayor sensibilidad sobre las posibilidades del entorno permitió una mejor gestión medioambiental dentro del área del parque. En mayo de 2006 fue declarada Municipio Turístico.

## Población y ordenación urbana

### Núcleos de población

Mapa del término municipal con los núcleos de población.

La localidad es la de mayor población de la comarca y cabeza de partido judicial. En el término municipal existen varias entidades de población; además de la cabeza del municipio comprende los núcleos de Carboneras, Castañuelos, Corterrangel, Jabuguillo, La Umbría y Valdezufre en los que figuran censados 976 habitantes.
| Núcleos de población | Habitantes | Coordenadas                               | Distancia (km) |
| -------------------- | ---------- | ----------------------------------------- | -------------- |
| Aracena              | 6636       | 37°53′28″N 6°33′40″O / 37.89111, -6.56111 | 0              |
| Carboneras           | 104        | 37°55′06″N 6°32′37″O / 37.91833, -6.54361 | 3              |
| Castañuelos          | 126        | 37°56′12″N 6°34′51″O / 37.93667, -6.58083 | 7              |
| Corterrangel         | 11         | 37°56′15″N 6°36′02″O / 37.93750, -6.60056 | 9              |
| Jabuguillo           | 166        | 37°51′38″N 6°30′59″O / 37.86056, -6.51639 | 6              |
| La Umbría            | 251        | 37°51′38″N 6°27′28″O / 37.86056, -6.45778 | 12             |
| Valdezufre           | 293        | 37°51′58″N 6°29′35″O / 37.86611, -6.49306 | 7              |

## Demografía
Aracena cuenta con una población de 8392 habitantes (INE 2024).
| Gráfica de evolución demográfica de Aracena entre 1842 y 2021                                                       |
| |
| Población de derecho según los censos de población del INE Población de hecho según los censos de población del INE |

Población extranjera
En el censo de 2008 figuran empadronados 298 personas de nacionalidad extranjera, lo cual representa un 4 % del total del municipio, estando muy por debajo de la media nacional, siendo los de nacionalidad rumana (72), boliviana (39), marroquí (22) y portuguesa (24) los colectivos más numerosos.

### Urbanismo
Desde el Área de Urbanismo del Ayuntamiento se realiza el planeamiento y gestión urbanística, control de obras, obras municipales, promoción y ejecución de V. P. O. y gestión catastral. Existe en la calle Santa Teresa la Unidad Comarcal de Arquitectura y Urbanismo Sierra Oriental. (U. C. A. U).
Existe desde 2007 una ordenanza municipal para el mantenimiento de la arboleda que obliga a cualquier empresa constructora a plantar dos árboles por cada árbol que es talado en el transcurso de una obra. Una premisa es no talar ningún árbol, e incluirlo siempre que sea posible en el proyecto de construcción. Es el técnico de medio ambiente del ayuntamiento quien decide qué árbol puede ser talado y cual no, y en el caso de serlo, dónde serán plantados sus sustitutos.

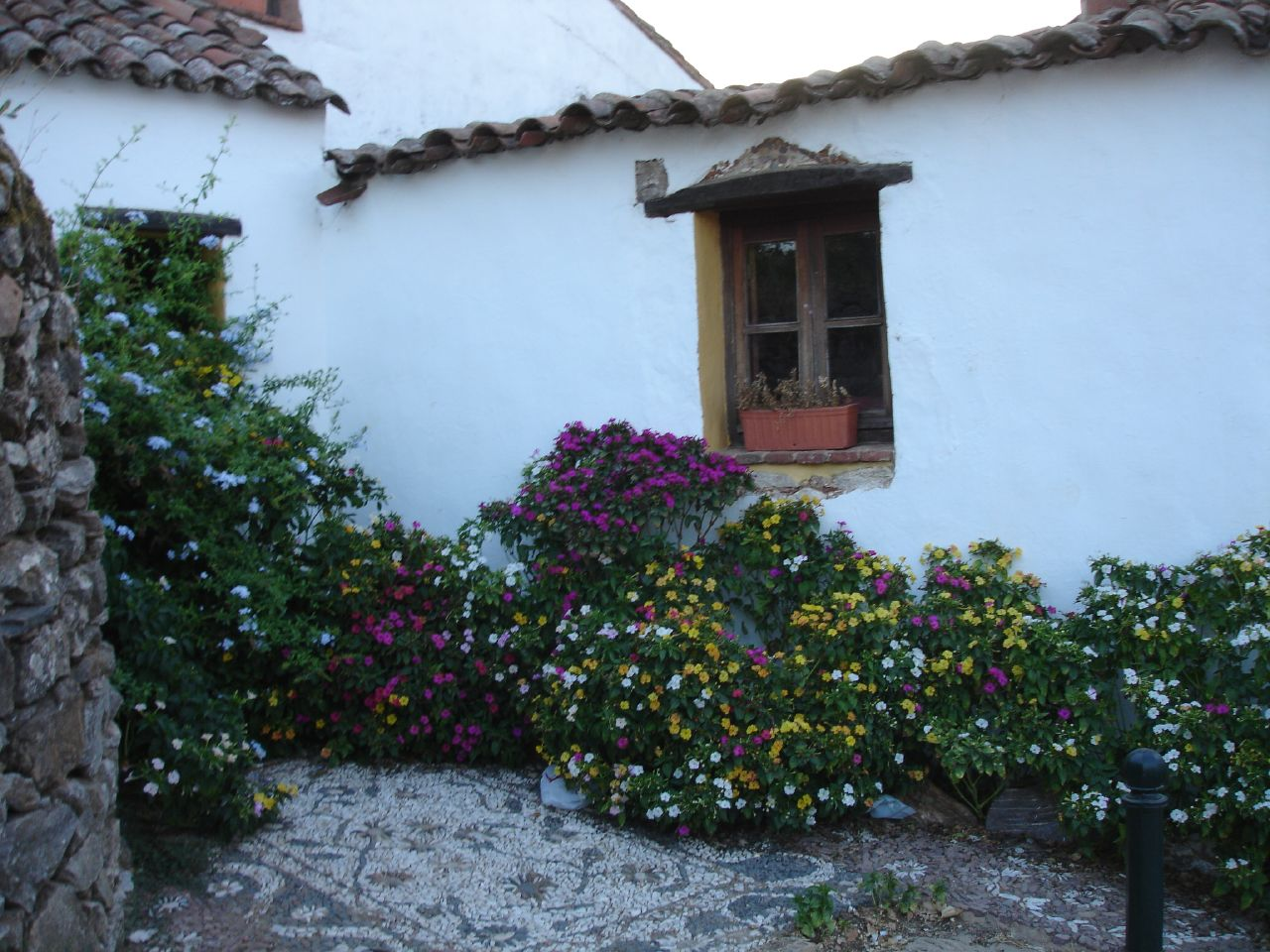
Ejemplo de arquitectura popular.

El Plan General de Ordenación Urbana de Aracena, en trámite, ha registrado más de 100 alegaciones, algunas procedentes de ecologistas y fundaciones que luchan por una sierra sostenible. El plan propuesto lleva aparejada, una ponderada apuesta por la protección de los valores paisajísticos y naturales de dehesas y lugares de alto interés ecológico.
La trama urbana vio crecer desarrollos de urbanizaciones en su zona occidental. El Ayuntamiento, La Junta de Andalucía y la dirección del parque natural, aseguran el mantenimiento de la imagen idílica de una ciudad monumental rodeada de huertas y dehesas. Asimismo el PGOU, ha incluido el desarrollo de muy contados espacios para el futuro, en la zona al oeste del casco urbano. Aracena cuenta con parajes vírgenes y de su núcleo principal arrancan los senderos hacia sus antiguas aldeas. Por ejemplo Camino Real del Rebollar, sendero de índole internacional y Cañada Real.

## Política y administración pública

### Administración local

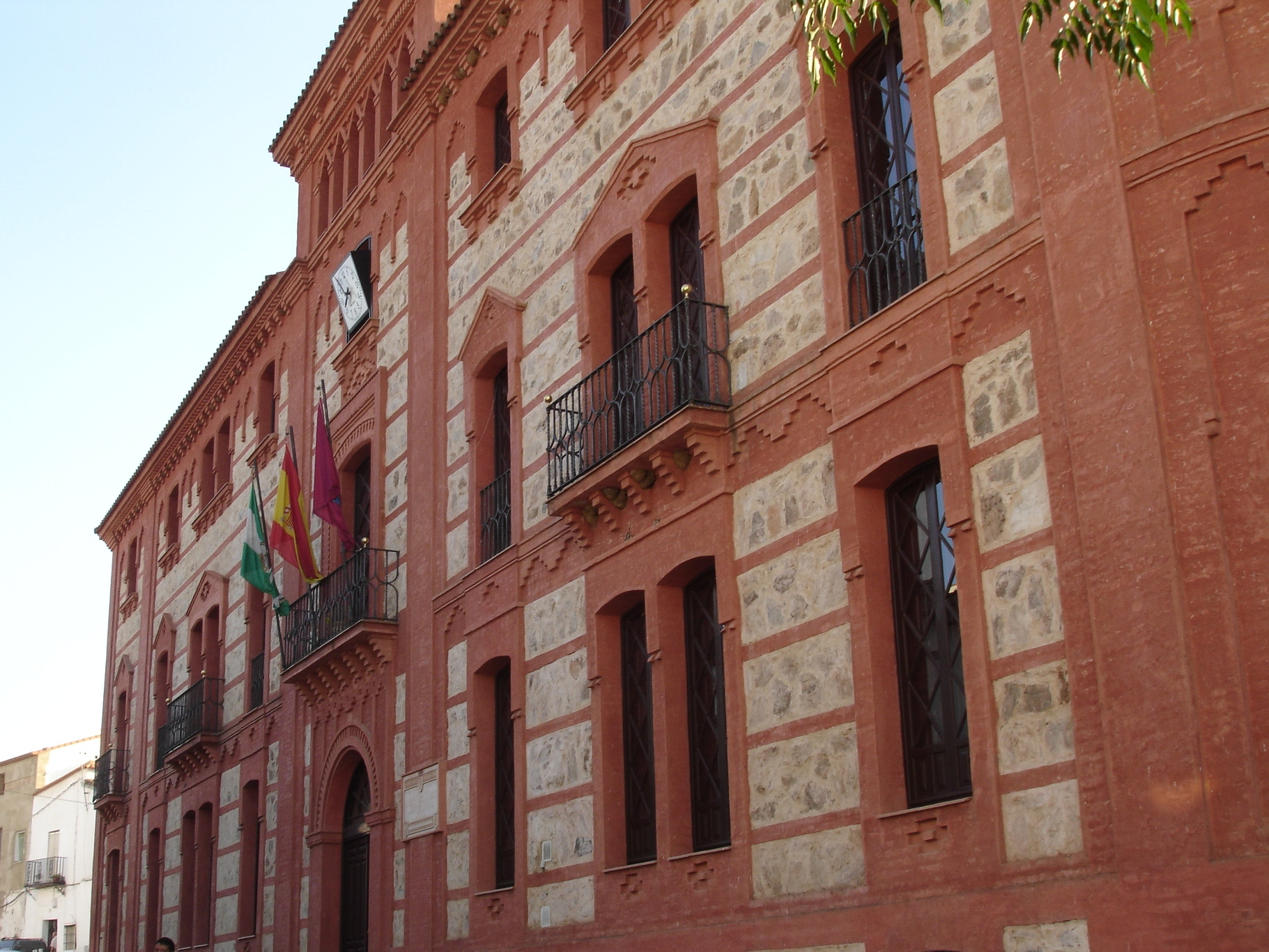
Casa consistorial de Aracena.

La administración política del municipio se realiza a través de un Ayuntamiento de gestión democrática cuyos componentes se eligen cada cuatro años por sufragio universal. El censo electoral está compuesto por todos los residentes empadronados en Aracena mayores de 18 años y nacionales de España y de los otros países miembros de la Unión Europea.
Organización municipal
El gobierno municipal está estructurado en una serie de Áreas de Servicio, al frente de las cuales, está un Concejal del equipo de Gobierno, y cuenta con recursos técnicos y humanos acorde con la envergadura que tenga y funciones atribuidas. Las Áreas de Servicio del organigrama municipal son las siguientes:
Bienestar Social, Cultura, Deportes, Desarrollo Local, Educación, Hacienda, Igualdad, Juventud, Medio Ambiente, Obras Públicas, Participación ciudadana, Seguridad ciudadana, Servicios Sociales, Transporte Turismo y Urbanismo.
Pleno municipal
El pleno municipal constituye el órgano de máxima representación política de la ciudadanía en el gobierno municipal y tiene entre otras competencias la aprobación de las ordenanzas municipales, los presupuestos municipales, los planes de ordenación urbanística y el control y fiscalización de los órganos de gobierno. El pleno es convocado y presidido por el alcalde y está integrado por los concejales del ayuntamiento.
Alcaldes
| Periodo   | Nombre                 | Partido |
| --------- | ---------------------- | ------- |
| 1979-1983 | Francisco Ruiz Bosque  | PSOE    |
| 1983-1987 | Francisco Ruiz Bosque  | PSOE    |
| 1987-1991 | Francisco Ruiz Bosque  | PSOE    |
| 1991-1995 | Francisco Ruiz Bosque  | PSOE    |
| 1995-1999 | Manuel Guerra González | IU      |
| 1999-2003 | Manuel Guerra González | IU      |
| 2003-2007 | Manuel Guerra González | PSOE    |
| 2007-2011 | Manuel Guerra González | PSOE    |
| 2011-2015 | Manuel Guerra González | PSOE    |
| 2015-2019 | Manuel Guerra González | PSOE    |
| 2019-2023 | Manuel Guerra González | PSOE    |
| 2023-act. | Manuel Guerra González | PSOE    |

Empresas y organismos autónomos municipales
El Ayuntamiento tiene dos empresas y dos organismos autónomos que son gestionadas bajo la tutela municipal.
Empresas
- Vivienda y Desarrollo de Aracena, Empresa Municipal, S.L.
- Empresa Municipal de Comunicación y Cultura de Aracena Empresa Municipal de Comunicación y Cultura de Aracena, S. L.

Organismos
- Patronato Municipal "Mercado Ganadero de Aracena"
- Patronato Municipal de Deportes

### Administración judicial
Aracena es sede del partido judicial número 1 de Huelva que abarca, además, a las localidades de Alájar, Almonaster la Real, Aroche, Arroyomolinos de León, Cala, Campofrío, Cañaveral de León, Castaño del Robledo, Corteconcepción, Cortegana, Cortelazor, Cumbres de Enmedio, Cumbres de San Bartolomé, Cumbres Mayores, Encinasola, Fuenteheridos, Galaroza, La Granada de Río-Tinto, Higuera de la Sierra, Hinojales, Jabugo, Linares de la Sierra, Los Marines, La Nava, Puerto Moral, Rosal de la Frontera, Santa Ana la Real, Santa Olalla del Cala, Valdelarco y Zufre.
Los recursos disponibles son dos juzgados de Primera Instancia e Instrucción que están ubicados en la avenida de Huelva s/n. Por otra parte hay en la localidad una Notaría y una oficina del Registro de la propiedad.

## Economía

### Renta disponible
Según la base de datos que ofrece el Instituto de Estadística de Andalucía (IEA), la renta disponible por habitante residente en Aracena osciló en el año 2003 entre 9300 € y 10 200 €.

### Sector primario
Agricultura

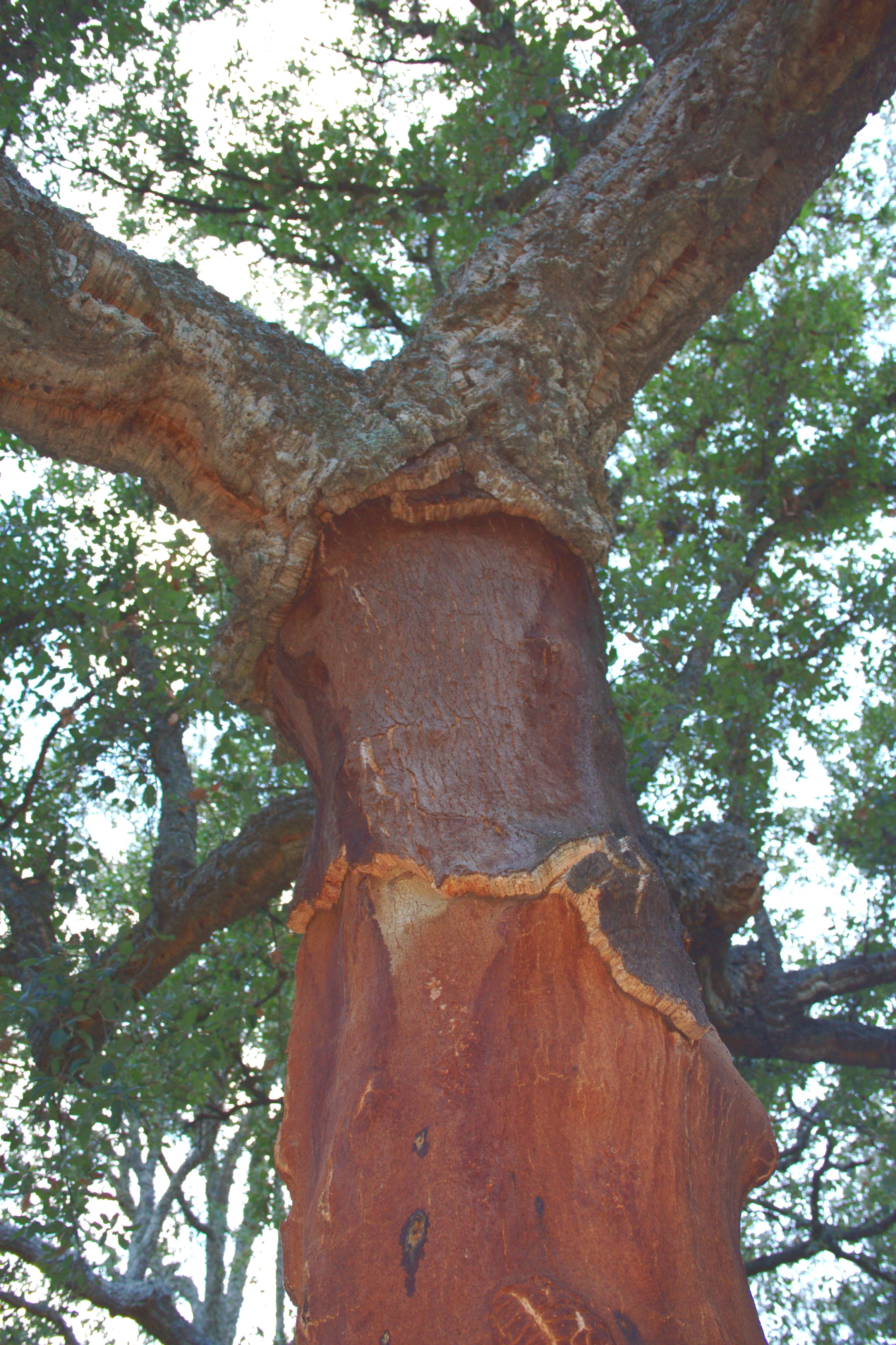
Alcornoque árbol predominante en los montes de Aracena

Secano (cereales), regadío y olivares, principalmente.
Ganadería
Se trata de un municipio ganadero importante, donde son de destacar, como en toda la comarca, las explotaciones de cerdo ibérico en dehesas y pastizales, base de jamón y chacinas. Esta situación da lugar a la existencias de varias empresas dedicadas a la comercialización de los productos derivados de los cerdos destacando el jamón que goza de gran prestigio a nivel nacional e internacional.

### Sector secundario
Industria
En Cantalgallo (fuera del casco urbano) existe un polígono industrial con empresas relacionadas principalmente con la ganadería.

### Sector terciario
Comercio
Posee un subárea comercial que aglutina a Galaroza, Jabugo y otros catorce municipios que conforman la comarca, con una población de conjunto que alcanza los 17 000 habitantes. Esto ha contribuido a mantener su población e incluso aumentarla en los últimos años.
Turismo

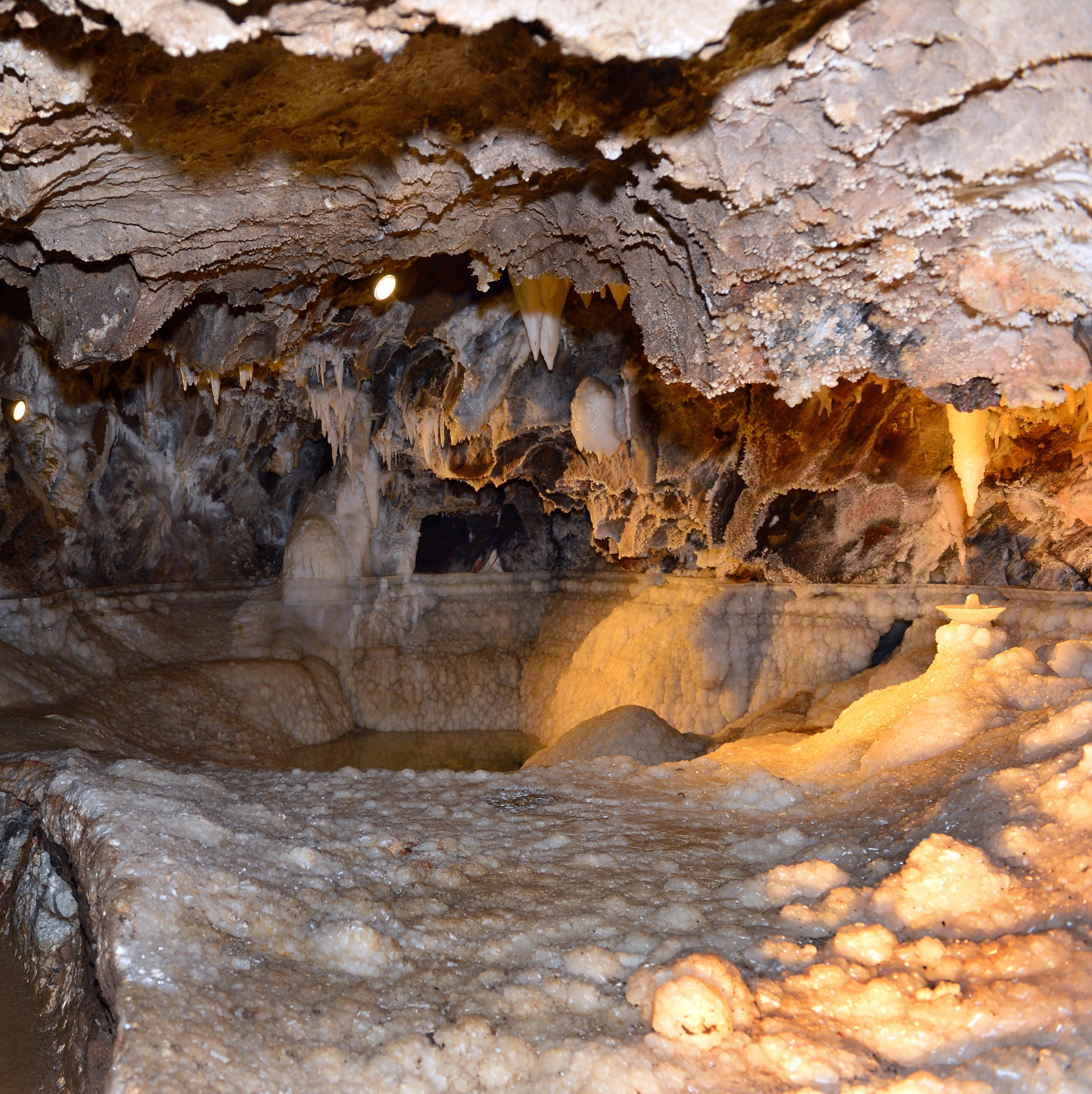
Gruta de las Maravillas.

El turismo se ha constituido en los últimos tiempos en una importante fuente de ingresos y generador de empleo, gracias a las mejoras de las comunicaciones por carretera que facilita la llegada de los viajeros en mejores condiciones que con las antiguas carreteras. Dos son los focos principales generadores de viajeros: de una parte el atractivo que ofrece al visitante la Gruta de las Maravillas, y de otra la ubicación del municipio en el parque natural de Sierra de Aracena y Picos de Aroche, que ha generado una gran cantidad de viajeros que hacen uso de los alojamientos de tipo rural que se han construido en Aracena y por todas las localidades del parque. La localidad dispone de hoteles de todas las categorías, casas rurales, camping y albergue juvenil, así como una oferta gastronómica que se ofrece en los diferentes bares y restaurantes existentes.
Ferias comerciales
Las ferias comerciales se centran en patrocinan empresas alimenticias, en general cárnicas. Anualmente se celebra la Feria Regional del Jamón y del Cerdo Ibérico a la que se le sumó, en 2009, Iberjamón, salón profesional del Jamón, gran prestigio a nivel nacional e internacional. Por la importancia económica de la Gruta de las Maravillas también se celebrará en la localidad el III Congreso Español sobre Cuevas Turísticas (Cuevatur 2010).
También se organiza en los últimos años el Mercado del Queso de Aracena, con venta de quesos de la comarca y quesos nacionales y el Mercado de Productos Ecológicos.

### Evolución de la deuda viva municipal
| Gráfica de evolución de Deuda viva del Ayuntamiento de Aracena entre 2008 y 2021                                |
| |
| Deuda viva del Ayuntamiento de Aracena en miles de Euros según datos del Ministerio de Hacienda y Ad. Públicas. |

## Suministros
Electricidad

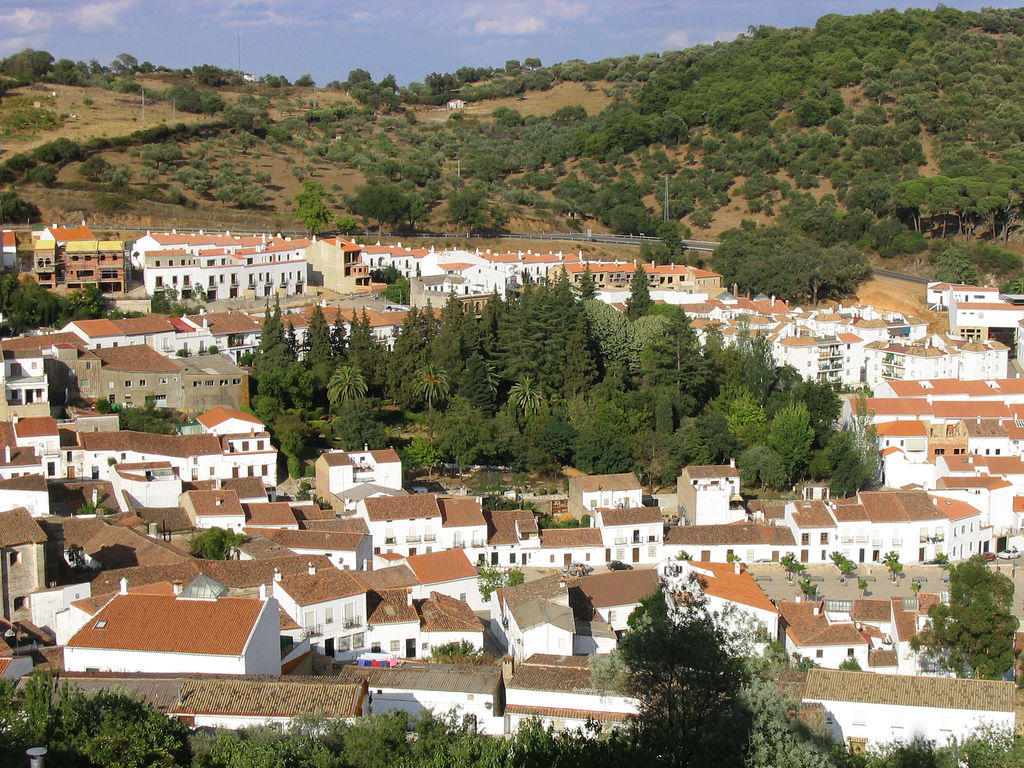
Casco urbano.

De la distribución eléctrica en la localidad se ocupa de forma mayoritaria la empresa Endesa. Del transporte de la electricidad se ocupa la empresa Red Eléctrica Española (REE) mediante una línea de alta tensión eléctrica que enlaza la localidad con la central de ciclo combinado que existe en Palos de la Frontera, provincia de Huelva propiedad de Unión Fenosa, Generación.
Agua potable
En Aracena, Giahsa se ocupa de controlar y supervisar las redes de saneamiento y abastecimiento de agua potable y atiende también a las necesidades de fontanería de las dependencias municipales.

## Bienestar social

### Educación
Existen varios centros educativos que imparten desde la etapa de Educación Infantil hasta la Educación Secundaria Obligatoria y educación para personas adultas. Estos centros escolares dependen de la Consejería de Educación de la Junta de Andalucía en la Delegación provincial de Huelva: E.I. La Jara, E.E.I. La Julianita, I.E.S. San Blas, C.E.PR. José Nogales, C.E.PER. Aracena-Alájar, C.D.P. La Colmenita. También es sede de un Equipo de Orientación Externa, de una Escuela Oficial de Idiomas y de un Centro de Profesorado para la sierra.

### Sanidad
La atención primaria se presta en el centro de salud, ubicado en C/ Zulema s/n, dependiente también de la Consejería de Salud de la Junta de Andalucía. El hospital de referencia se encuentra situado en la localidad de Minas de Riotinto.

### Servicios sociales
Desde la Oficina de Bienestar Social del Ayuntamiento se gestionan servicios, programas y actuaciones que tratan de dar respuesta a las necesidades y demandas de los ciudadanos, priorizando actuaciones sobre aquellos sectores de población más desfavorecidos. Los recursos más demandados son: tarjeta Andalucía junta sesentaycinco, teleasistencia, vacaciones personas mayores, prestaciones económicas, subvenciones, título de familia numerosa, etc.
También destaca el Servicio de Ayuda a Domicilio a través del cual se presta una serie de atenciones de carácter personal, doméstico, social a familias y personas con dificultades, facilitando de este modo la permanencia y la autonomía en su medio habitual de convivencia. A los inmigrantes se les presta una atención especial que tiene por objeto conseguir su integración en localidad. Existe un Plan Integral de Personas Mayores donde se han previsto una serie de medidas concretas en el ámbito de servicios sociales, salud, vivienda, urbanismo, ocio, tiempo libre y deportes.

## Transporte
Regulación del tráfico urbano
El artículo 7 de la Ley sobre Tráfico, Circulación y Seguridad Vial (aprobada por RDL 339/1990) atribuye a los municipios unas competencias suficientes para permitir, entre otras, la inmovilización de los vehículos, la ordenación y el control del tráfico y la regulación de sus usos.
Carreteras

Mapa de carreteras de Aracena.

Dada la situación geográfica de la localidad, el medio generalizado de transporte es el que proporcionan las diferentes carreteras que pasan por el municipio o parten del mismo. Las comunicaciones por ferrocarril y aéreas más cercanas están a más de 80 km, concretamente en la ciudad de Sevilla, si bien hay una línea de ferrocarril próxima al municipio, con una estación en El Repilado que cubre el trayecto Huelva-Zafra pero con unas prestaciones muy escasas.
Accesos por autobús
Por Aracena pasan diariamente dos líneas de autobuses, que cubren los servicios Aracena-Huelva que lo presta la compañía Damas, y el servicio Sevilla-Lisboa, que pasa por Aracena y lo cubre la empresa Casal. A nivel comarcal las mencionadas empresas de autobuses cubren las siguientes líneas:
- Sevilla-Aracena-Rosal de la Frontera y viceversa.
- Huelva-Aracena y viceversa
- Aracena-Corteconcepción-Zufre y viceversa.
- Aracena-Minas de Riotinto-Nerva y viceversa.
- Aracena-Cortegana y viceversa.

## Medios de comunicación
Existen diferentes publicaciones de carácter provincial, editadas en Huelva y distribuidas en Aracena como son los diarios Huelva Información y Odiel Información. El apartado cultural aparece cubierto por la revista Arterial, que se edita en Aracena para toda la comarca.
Algunas emisoras de radio de carácter nacional y autonómico disponen de delegación en Aracena como Canal Sur Radio Sierra de Aracena y Cadena SER Sierra de Aracena. Por último existe una cadena local de televisión de carácter municipal.
En Internet se edita el blog de noticias titulado Aracena Noticias que publica los aspectos más noticiosos de Aracena y comarca y en la página web del Ayuntamiento hay una sección titulada Notas de prensa donde se informa de diversos temas de interés para los ciudadanos.

## Patrimonio
El centro histórico de Aracena fue declarado Bien de Interés Cultural el 30 de julio de 1991 cuyo documento de disposición cita textualmente que:

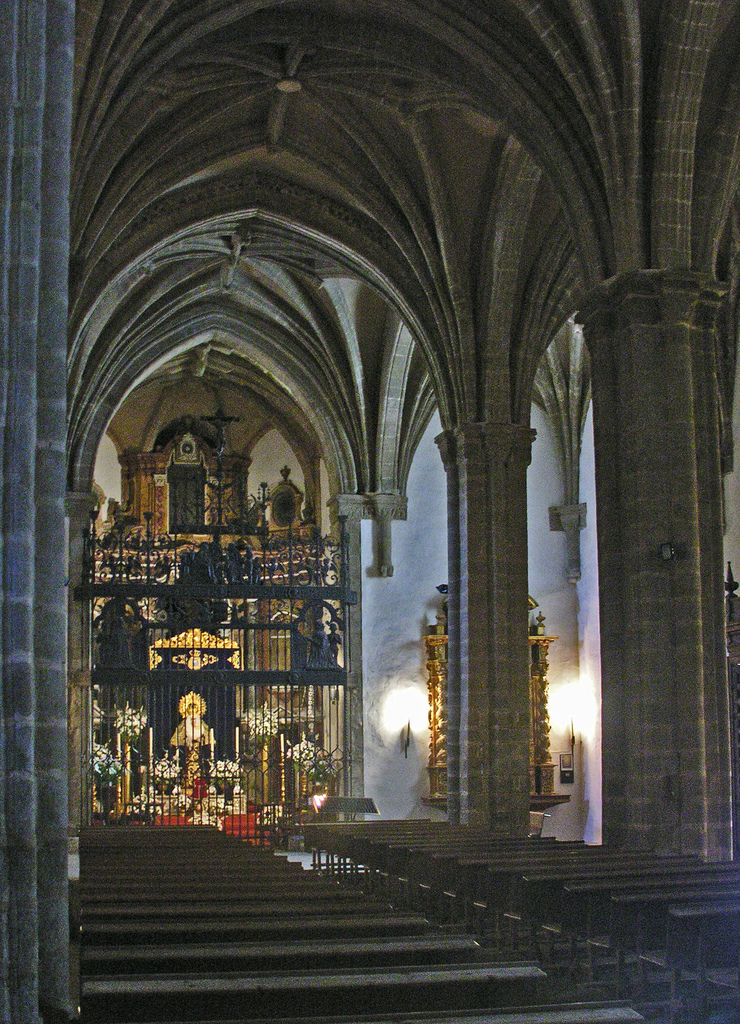
Interior de la iglesia prioral

El núcleo histórico de la ciudad de Aracena se asienta sobre la ladera norte del Cerro del Castillo, origen del asentamiento, y se extiende por la estrecha cuenca que se halla a sus pies. De este primer asentamieca/iglesia/obras/aracena/

### Ruinas del castillo

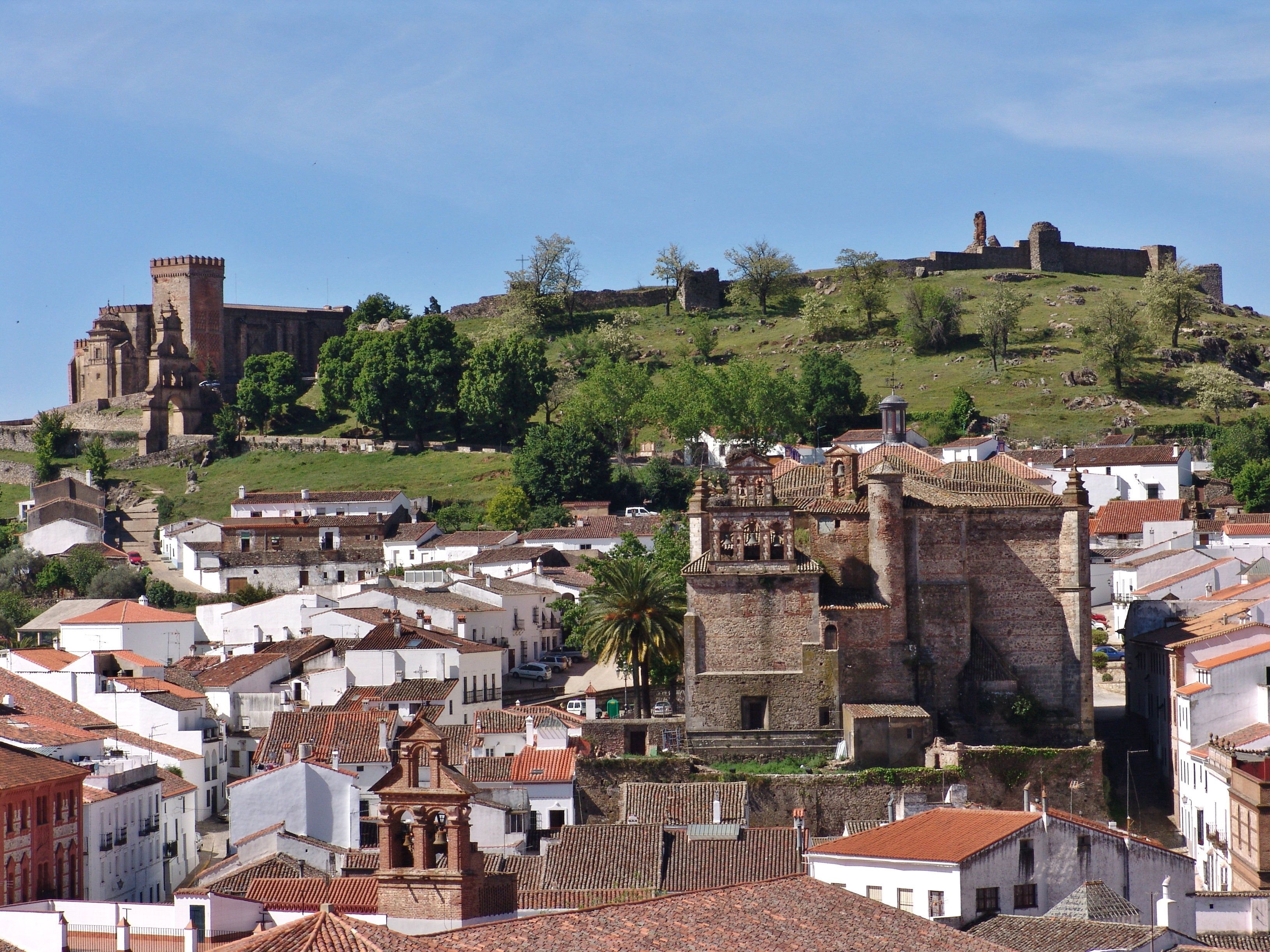
Aracena y su castillo

El castillo era una fortaleza erigida en el cerro al que da nombre. Edificado sobre una antigua alcazaba musulmana es, según algunos estudiosos, de probable vinculación templaria, aunque lo más plausible es que fuera construida por caballeros de la Orden de Santiago.

### Patrimonio religioso
Iglesia prioral de Nuestra Señora del Mayor Dolor
Sobre las ruinas del castillo se levanta la iglesia gótica que es la más antigua e insigne de Aracena. Consta de tres naves a igual altura con coro a los pies y presbiterio poligonal al que se adosa la torre en el lado del Evangelio. En uno de los muros aparece un porche, mientras el ábside se muestra interrumpido por un gran camarín barroco. En su interior destacan bóvedas nervadas de esquema estrellado. La construcción del templo debió de iniciarse a fines del siglo XIII. Las obras quedaron paralizadas a lo largo del siglo XIV, para reanudarse a principios del siglo XV, y se prolongaron durante toda esta centuria, en la que se aprecia claramente el influjo de la catedral de Sevilla. La tribuna del coro. La portada de los pies y la del lado norte son ya de un gótico tardío. Sufrió importantes desperfectos al ser quemada por agitadores políticos en 1936.
El conjunto formado por el castillo y la iglesia fue declarado bien de interés cultural, con categoría de monumento, el 25 de julio de 1995.
Parroquia de Santa María de la Asunción

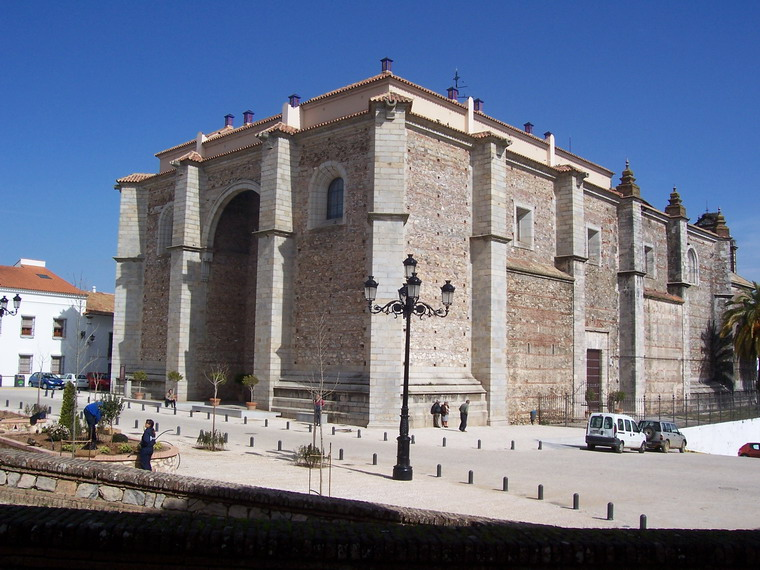
Fachada principal de nueva construcción de la parroquia de Ntra. Sra. de la Asunción

Es un templo de 1522 de estilo renacentista de tres naves, con aportaciones, en una de las naves, de Hernán Ruiz, el Joven
e intervenciones de Diego de Riaño. Fue construida en la zona baja de la localidad, como consecuencia del crecimiento experimentado en Aracena, dada la dificultad del vecindario para la subida hasta la vieja iglesia del castillo. Oficialmente la fábrica no fue terminada hasta 2008.
Existe otro grupo de edificios religiosos de estilo mudéjar andaluz, como son el convento de Santa Catalina Mártir, actual convento de las Hermanas Carmelitas, que está asentado sobre una antigua sinagoga, y las pequeñas iglesias de San Pedro, San Roque, Santo Domingo, antigua sede de Frailes Dominicos, Santa Lucía y San Jerónimo. Además, existen dos conventos: el de Jesús, María y José, construido en el siglo XVII y única muestra de arquitectura barroca de Aracena, que ha sido rehabilitado y convertido en hotel, y el convento del Carmen, también de entre los siglos XVII y XVIII, y que junto con el anterior marcó el alejamiento del casco urbano de Aracena del castillo.
Patrimonio civil

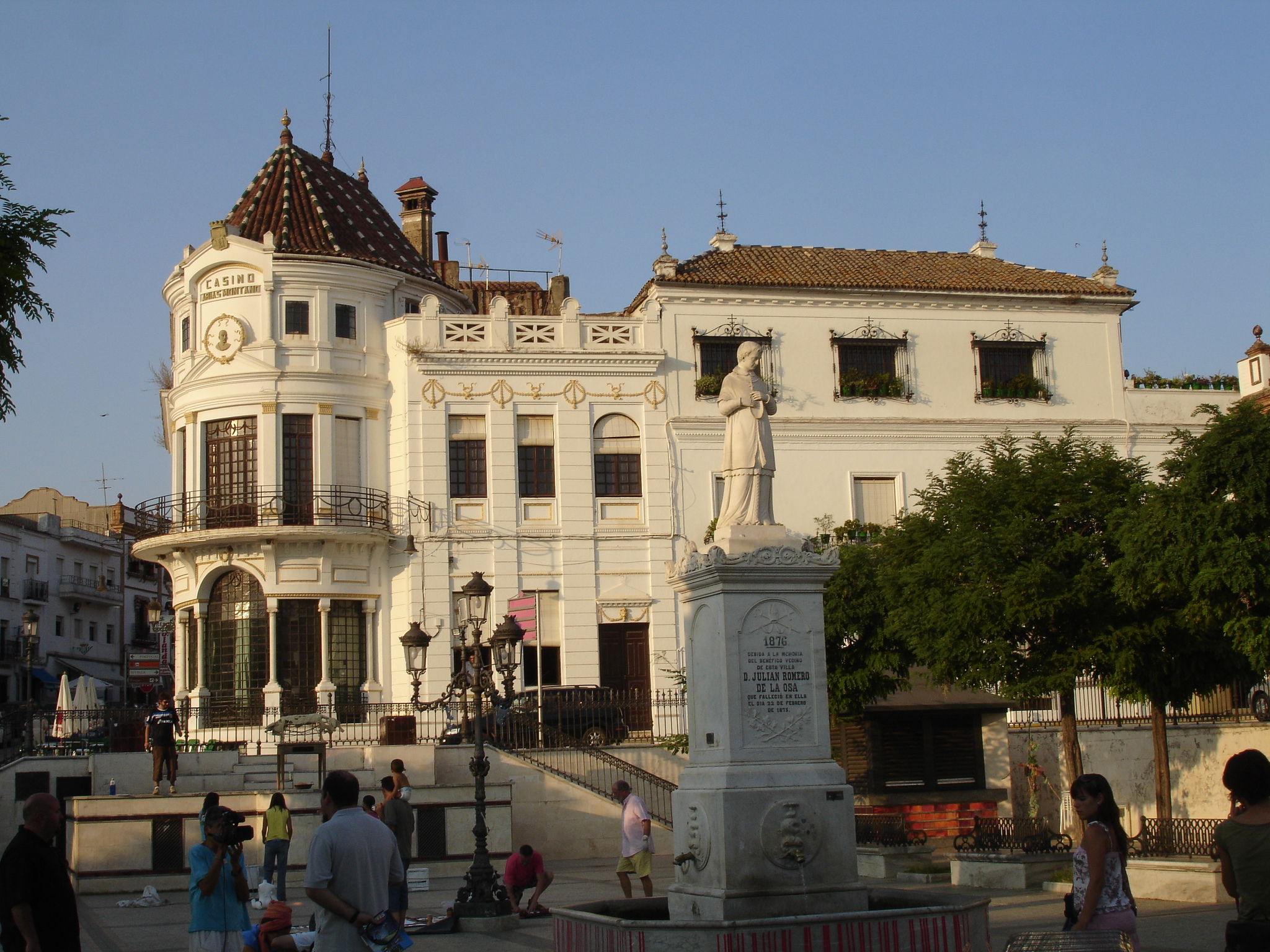
Casino Arias Montano.

En el terreno civil sobresalen edificaciones como el Cabildo Viejo. Actualmente convertido en centro de interpretación socio-natural fue la sede del primer Ayuntamiento. Se trata de una edificación de planta cuadrangular que fue erigido como pósito en el siglo XV y que luce portada del XVI. También son destacables un heterogéneo grupo de caseríos de los siglos XVI, XVII y XVIII, el Casino de Arias Montano de 1910, el edificio del Ayuntamiento, los chalés de Aracenilla, la plaza de Abastos y el Cortijo de San Miguel de 1915 estos tres o el edificio de recepción de la Gruta de las Maravillas, de 1923. La mayoría de estos edificios fueron construidos por Aníbal González, autor también de la plaza de España en Sevilla. Más antigua es la plaza de toros. Estrenada en 1864, fue fabricada en mampostería con mortero de cal, piedras y ladrillos.
Fuentes

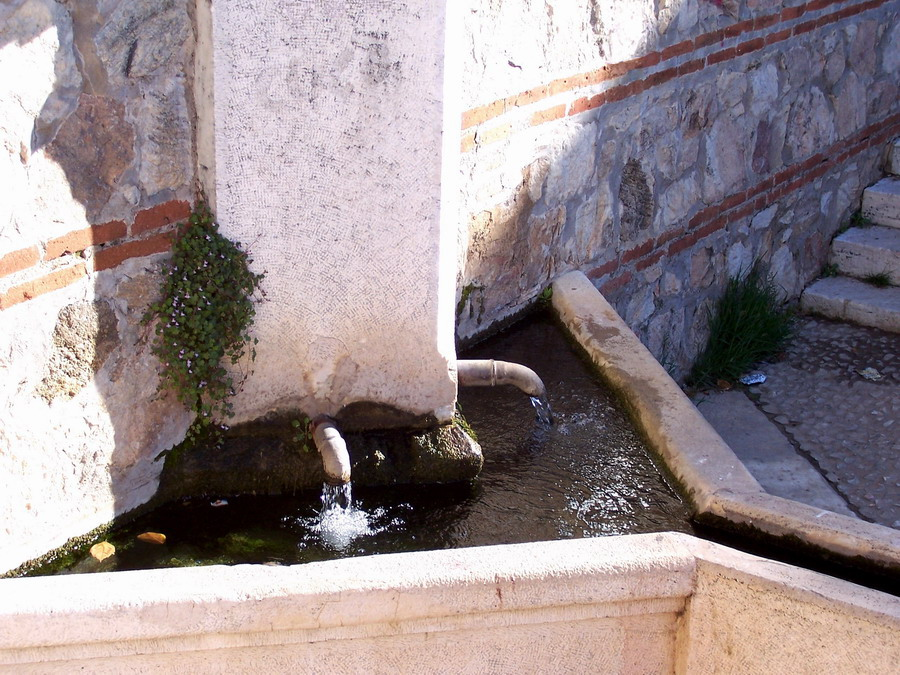
Fuente del Concejo

Dada la elevada pluviosidad en la sierra y las múltiples corrientes de agua son frecuentes las fuentes. Algunas se presentan al natural y otras han sido canalizadas hasta fuentes artificiales o surtidores.
Las más conocidas son la Fuente del Concejo que suministraba el agua al lavadero, construido en 1923 por Aníbal González y que aprovecha uno de los manantiales de la Gruta de las Maravillas, y la Fuente de la Zulema, esta última fuera del núcleo urbano. La del Concejo se encuentra acompañada por un grupo escultórico de dos aguadoras obra de Pepe Antonio Márquez por ser anteriormente este espacio un lavadero. El nombre de la fuente de la Zulema viene dado por una leyenda local, que atribuye su nacimiento a las lágrimas vertidas por una mujer castigada por hallarse enamorada de un cristiano.

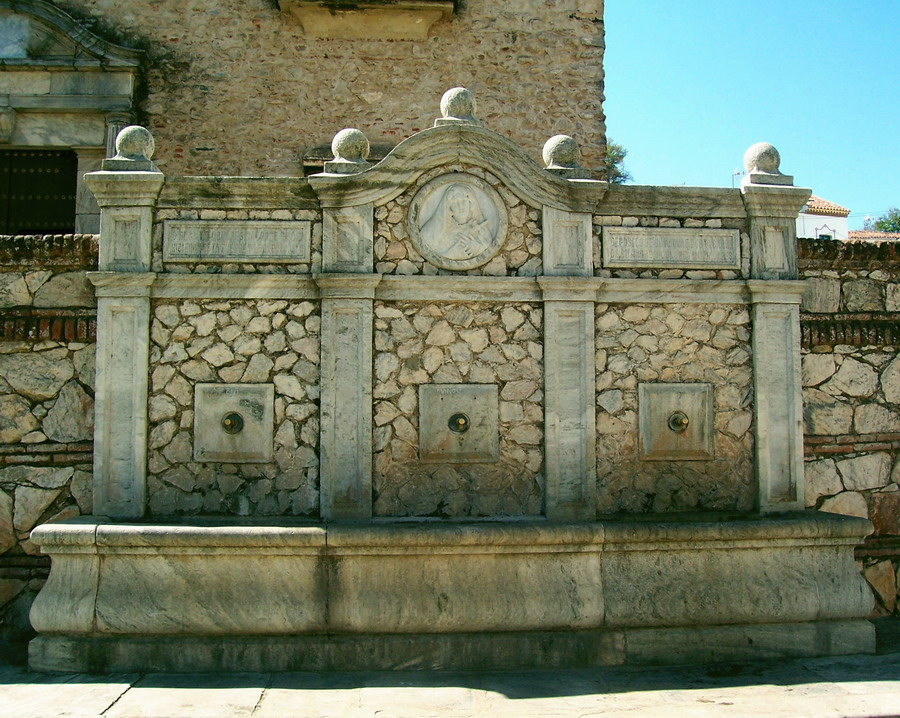
Fuente de la plaza Alta

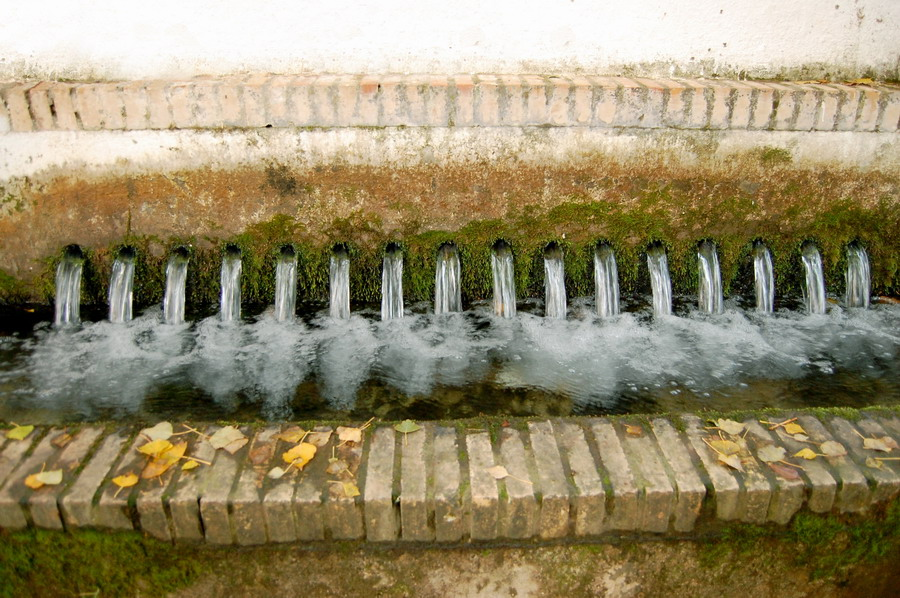
Fuente Castaño

Otras fuentes de la ciudad son las situadas en la Plaza de Santo Domingo y que aparece coronada con una cruz de mármol, de la plaza de San Pedro, de la plaza Doña Elvira, de la Gran Vía, del León, de los Grifos, de San Julián, de la Plaza Alta que data de principios del siglo XX es de estilo Historicista y su diseño se atribuye al arquitecto Aníbal González, de la Plaza de Santo Domingo, La Albuera, del Rey, Fuente Herrumbre y Pilar de Pérez. No exenta de polémica es la Fuente del Castaño, que abastecía la rivera del arroyo Castañuelo y cuyas aguas abastecen ahora al núcleo urbano.
Yacimientos arqueológicos
La cueva de la Mora es una pequeña cavidad ubicada en la sierra del Parralejo. Ha sido clasificada como hábitat y lugar de enterramiento, fechándose su ocupación durante el Calcolítico, Edad del Bronce y II Edad del Hierro.
Otro yacimiento es conocido como el Cerro del Tambor por encontrarse ubicado en la cumbre y laderas del cerro del mismo nombre. En él se ha documentado la existencia de un asentamiento prehistórico aún no encuadrado en una etapa concreta (probablemente Bronce).
Finalmente, la zona arqueológica del Yacimiento del Castañuelo está considerada como Bien de Interés Cultural. Se encuentra en ella una necrópolis de cistas y hábitat, ambas datados en la segunda mitad del II milenio a. C. Además, se halla un poblado de la II Edad del Hierro, que ha servido de argumentación arqueológica para la denominada Baeturia Céltica.

## Cultura
Museos
Existe un Museo de Escultura Contemporánea. También existe un espacio que imita la idea del Museo Arte Público de Madrid, con diferentes obras plásticas repartidas al aire libre por diversos rincones de la ciudad. Hay un centro de interpretación sobre el cerdo ibérico, conocido popularmente como Museo del Jamón.
Bibliotecas
Existe una biblioteca pública municipal bajo el nombre de biblioteca José Nogales.
Teatros
Entre las instalaciones culturales de la ciudad destaca el Teatro Sierra de Aracena. Este espacio de titularidad pública local fue construido en 2003 y acoge la mayor parte de la programación teatral y musical de la sierra. Se encuentra situado en la calle Manuel Siurot s/n.

### Gastronomía
La gastronomía característica de la zona está asociada a los productos derivados del cerdo ibérico, (jamones y chacinas); así como las migas en la temporada invernal; los revueltos de espárragos trigueros, el pisto serrano. También es rica en productos de caza. Otros productos son las setas (tanas, tentullos, gallipiernos, gurumelos y níscalos o pinateles que se sirven en varias presentaciones. También tienen gran importancia los quesos de cabra, que se elaboran en todas las poblaciones de la comarca y se exponen cada año en el Mercado del queso artesano que se celebra en Aracena. Se presentan como quesos curados, tiernos y semicurados.
Hay productos de repostería elaborados en la localidad, muy apreciados por los visitantes, entre los que destacan, la repostería fina, pestiños y piñonate. Como repostería casera cabe citar las natillas con costra quemada, las compotas de manzana, peras, el potaje de castañas, las castañas en licor y en almíbar, los orejones, melojas, los roscos de Semana Santa. Como bebidas espirituosas de la zona se encuentran el mosto, el tostón de castañas, el aguardiente de guindas y los licores de setas.

### Folclore y fiestas locales
Feria Grande de Aracena

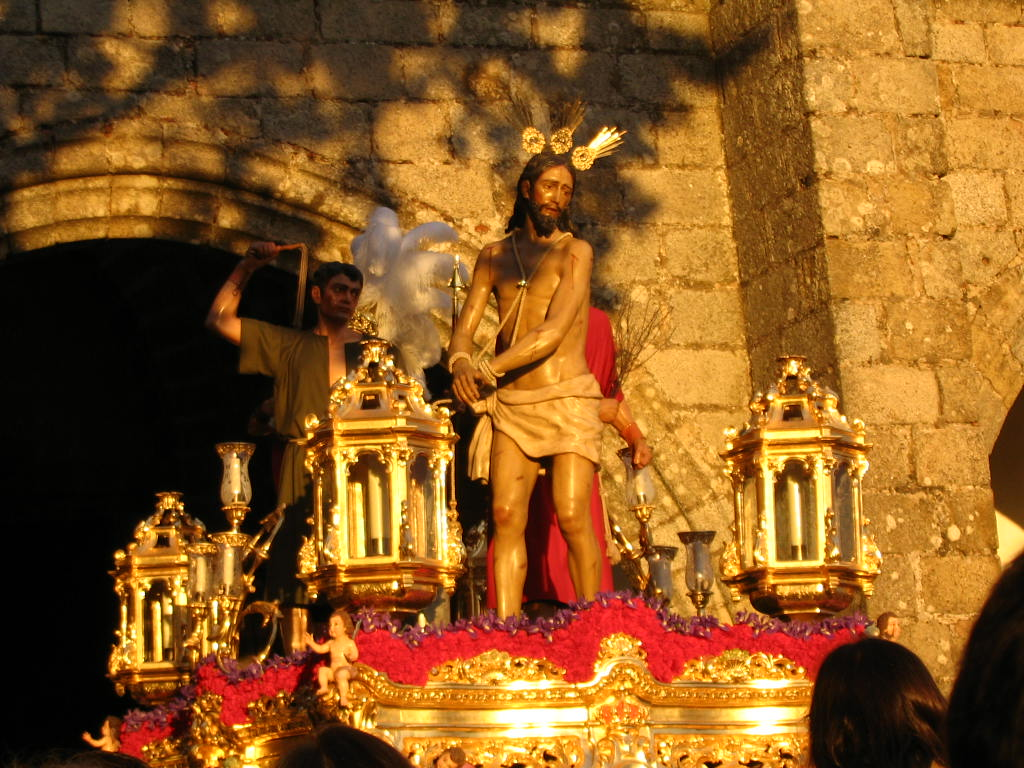
Cristo de la Sangre, obra de León Ortega. Cofradía de la Santa Vera Cruz.

La feria y fiesta mayor se celebra durante la tercera semana de agosto. En el recinto ferial se ubican casetas, chiringuitos y atracciones. Y en las casetas más importantes actúan por las noches orquestas y conjuntos musicales. El cierre de la Feria se produce con La Diana, a cargo de la banda municipal de música de Aracena, que a partir de las 7 de la mañana, recorre las calles céntricas interpretando divertidas canciones; acompañada de feriantes, que saltan y bailan al son de la música. En la plaza de toros se celebran normalmente dos corridas de toros.
Festividades religiosas

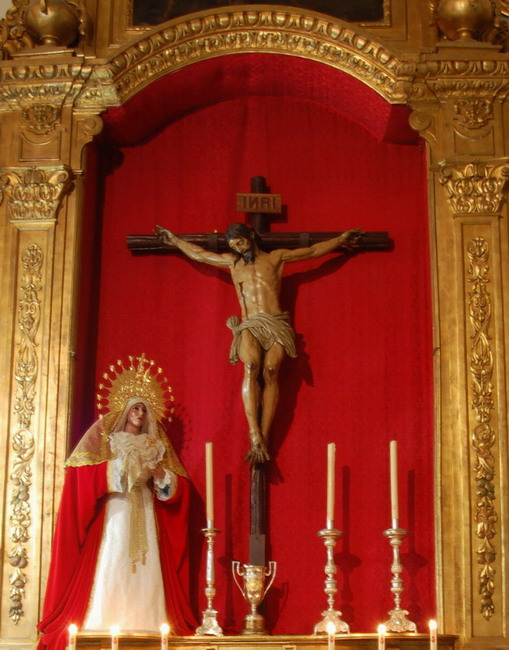
Altar del Cristo de la Plaza. Hermandad del Silencio.

- 5 de enero: Cabalgata de los Reyes Magos.
- 2 de febrero: Se celebra La Candelaria en la que se realiza un solemne Besamanos en honor a la Virgen y se le presentan los niños nacidos el año anterior.

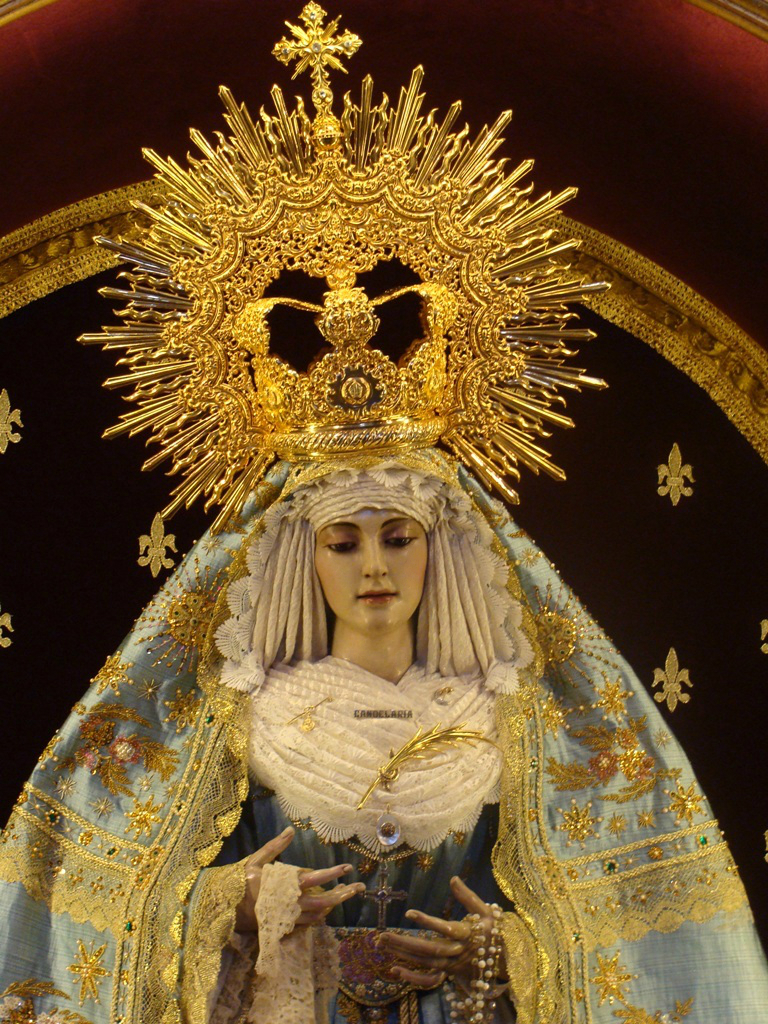
María Santísima de la Candelaria de Aracena

- Primer domingo de febrero. Santa Misa-función por la Purísima y Besamanos de la Virgen del Rosario.
- 3 de febrero: Festividad en honor a San Blas, patrón de la ciudad.
- Semana Santa: Durante la cual realizan estación de penitencia seis Hermandades.
  - Domingo de Ramos: Hermandad de la Candelaria (iglesia del Carmen).
  - Miércoles Santo: Hermandad del Divino Redentor Cautivo (iglesia del Carmen).
  - Jueves Santo: Hermandad de la Vera Cruz (iglesia del Castillo de Aracena).
  - Viernes Santo (Madrugada): Hermandad de Nuestro Padre Jesús (parroquia de la Asunción).
  - Viernes Santo (tarde): Hermandad del Silencio (parroquia de la Asunción).
  - Sábado Santo: Hermandad de la Soledad y Santo Entierro de Cristo (iglesia del Carmen). La imagen del Cristo yacente es obra del escultor Antonio Perea Sánchez[94][95]
- 7 de junio: Romería denominada Divina pastora y es celebrada en el lugar de Las Granadillas.[73]

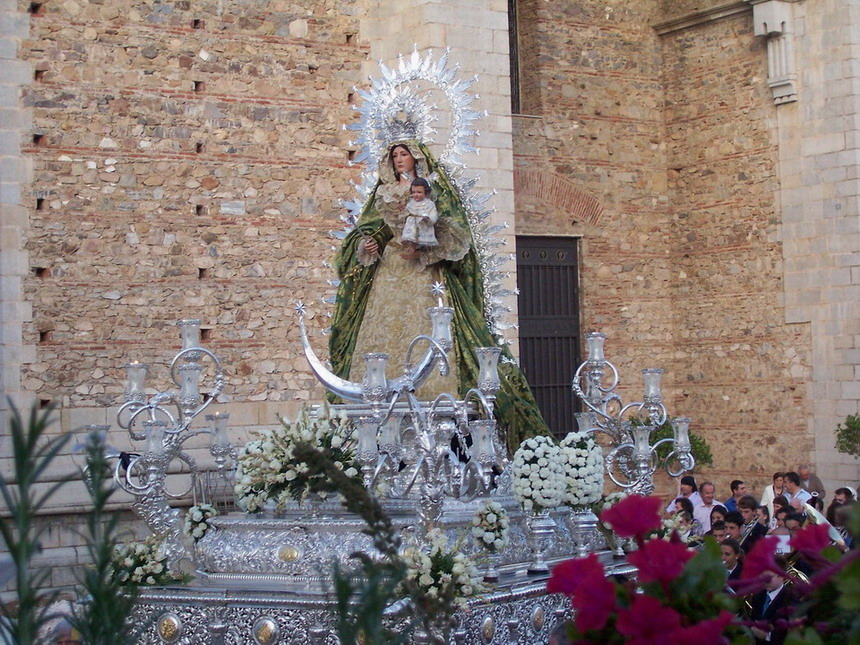
Procesión de la Virgen del Rosario en la plaza Alta.

- Octubre: Durante todo el mes se realizan en honor de la Virgen del Rosario diversos actos religiosos, organizado por la Hermandad de la Virgen del Rosario, en la parroquia de Nuestra Señora de la Asunción en Aracena en donde se venera.

La novena a la Virgen del Rosario termina el primer sábado de octubre. Todos los domingos del mes por la madrugada se realiza un Rosario de la Aurora acompañado de los fieles y los campanilleros que cantan entre los misterios. El primer domingo por la tarde, después de la Santa Misa-Función, se celebra la procesión de la cofradía de la Virgen del Rosario por diversas calles de Aracena.

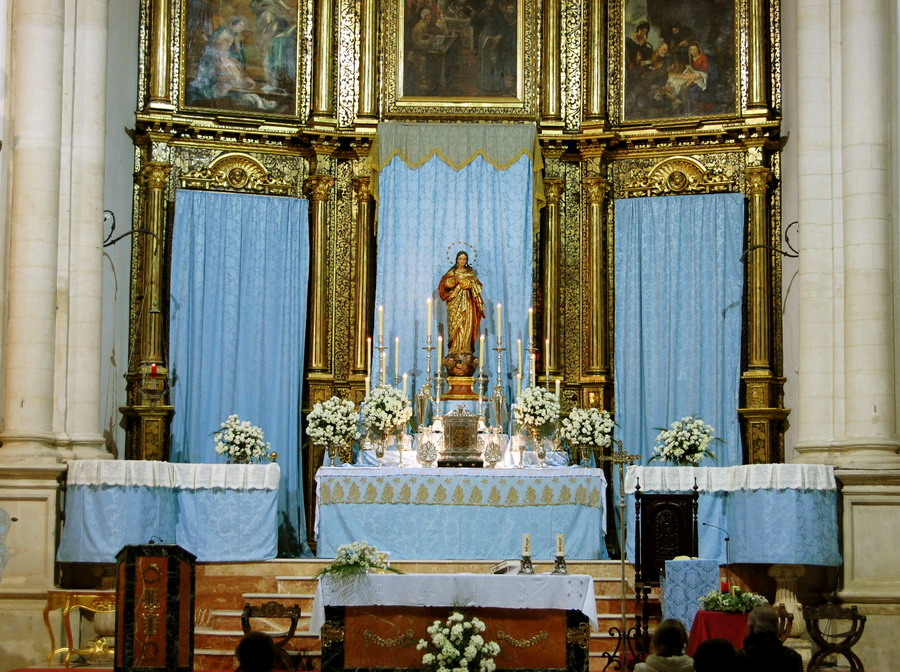
Altar de la Inmaculada en la festividad

- 8 de diciembre: Se celebra la Inmaculada Concepción. En esta festividad se celebra la novena en honor a la Virgen en la parroquia de Ntra. Sra. de la Asunción y la tradición ligadas al fuego se utilizan los llamados rehiletes. Es una de las tradiciones más típicas de Aracena consistente en hacer en la víspera numerosas candelas por todos los barrios y quemar los rehiletes hechos con hojas de castaño pinchadas en una vara de olivo para producir estelas.[97]

Fiestas civiles y populares
- Carnaval: De estas fiestas destaca el miércoles de Ceniza con el Entierro de la cebolla.
- Abril: El tercer sábado de cada mes de abril se celebra el Montanera Festival
- Mayo: Feria de Mayo que se organiza con motivo de la antigua feria comarcal de ganado que se celebraba el tercer fin de semana del mes de mayo con un fin exclusivamente ganadero de compra-venta y concursos.[73]
- 14 de agosto Aracena en concierto, donde grupos locales y foráneos interpretan música rock y hip hop. También fue sede de la Muestra de Música Antigua en 2009.[98] También existen veladas y pequeñas fiestas en algunos barrios.

### Deportes
Muchas actividades deportivas son promovidas u organizadas por el Patronato Municipal de Deportes de Aracena. Además existen programas formativos y educativos organizados por este como son: el programa de escuelas deportivas municipales, deporte en la escuela, senderismo "Aracena por los caminos" y programas de natación. Para ello se dispone de las siguientes instalaciones:
- Campo de fútbol de césped artificial y pistas exteriores polideportivas sintéticas.
- Pabellón de deportes. Gimnasio interior y al aire libre.
- Piscina cubierta.
- Pistas de pádel.
- Pista de atletismo de albero.
- Campo de voleibol de playa
- Rocódromo.

Existen diferentes asociaciones y clubes deportivos. Entre ellos destacan el Groupama Arias Montano C. B. dedicado a la práctica de baloncesto y la Unión Deportiva Medina Arsena para la práctica de fútbol y la modalidad de fútbol 7
Otras asociaciones son la Asociación Deportiva Zulema Aracena dedicada a la práctica de voleibol, el Club de Atletismo de Aracena, el Club Cicloturista La Pasión de los Fuertes de ciclismo, el C. D. Piragüismo los Tritones y el C. D. Sierra Marcial para la práctica de artes marciales.
Servicio Deportivo Agrupado Comarcal Sierra (S. D. A. Sierra)
Se trata de un órgano creado entre las tres mancomunidades serranas y la diputación provincial, siendo su principal objetivo gestionar, coordinar y promocionar el deporte en la comarca. Los principales programas que se gestionan desde este servicio son:
- Competiciones multideportivas para todos los niños y niñas de la sierra.
- Campaña de natación con cursos de natación.
- Cursos de formación deportiva para monitores, árbitros y entrenadores.
- Encuentros comarcales (mayores, mujer, discapacitados, jóvenes, inmigrantes)
- Liga de Veteranos de Fútbol, con los equipos comarcales más destacados.
- Olimpiadas Serranos, acercando el atletismo a todos los municipios.

### Tauromaquia
Al igual que en el resto de Andalucía, existe desde antaño, arraigada afición y tradición por las corrida de toros. Durante sus Fiestas de Agosto, se celebran dos corridas en la plaza de toros, y en el resto del año también se celebran algunos festejos taurinos más.
La plaza de toros de Aracena se inauguró en 1864 y en su estreno fueron lidiados cuatro toros por parte de Manuel Carmona Panadero. Está construida en mampostería con mortero de cal, piedras y ladrillos. Tiene dos pisos en una zona y es circular. La gradería está cubierta de losas calcáreas. Su aforo es de 3000 espectadores y es de tercera categoría. Es de titularidad privada, aunque muchos de sus accionistas han cedido su propiedad al Ayuntamiento, con la condición de que siga siendo coso taurino en el futuro. Por otra parte la familia González Sánchez-Dalp, posee una ganadería de reses bravas con divisa azul y amarilla, cuya señal es un zarcillo en la derecha cuya antigüedad se remonta a 1934, y que pasta en las fincas San Pedro en Montellano (Sevilla) y Monte San Miguel en Aracena.

## Filmografía
La Guerra Civil en Aracena es un documental realizado en 1996 que cuenta los hechos más destacables que ocurrieron en la comarca durante el tumultuoso periodo que va desde 1929 a 1942. Se grabó con fotos de la época cedidas por muchas personas de Aracena y con documentación y estudios obtenidos de los archivos municipales, parroquiales y nacionales sobre el tema; los realizadores fueron Paco Brioso y Mario Rodríguez García. Su proyección inicial coincidió con el primer acto del 70 aniversario del final de la Guerra Civil.